# Carabane
Vous lisez un « article de qualité » labellisé en 2008.
Carabane, également appelé Karabane, est à la fois une île et un village situés à l'extrême sud-ouest du Sénégal, dans l'embouchure du fleuve Casamance. Site paradisiaque, doté d'un climat agréable et d'une luxuriante végétation, c'est aussi du point de vue historique le premier comptoir colonial français en Casamance. Dans un environnement maritime et fluvial propice à l'exploitation halieutique, l'île vit pourtant au rythme du calendrier rizicole, car les Diolas, majoritaires à Karabane, sont avant tout des terriens : on a pu parler de véritable « civilisation du riz » en Basse-Casamance. En complément — tant alimentaire qu'économique —, ils pratiquent aussi la pêche artisanale et la collecte de crustacés, mais les pêcheurs professionnels viennent surtout d'autres régions.
Associant d'indéniables atouts naturels et culturels, l'île aurait pu devenir une sorte de « Gorée de la Casamance », mais de multiples difficultés ont jusqu'ici freiné cette ambition. Karabane n'a pas rallié le réseau prometteur des campements villageois — nouvelle forme de tourisme rural intégré — aménagés dans la région au cours des années 1970. Les troubles politiques qui ont meurtri la Casamance au cours des décennies suivantes ont porté un coup sévère à un tourisme en plein développement. Enfin, en 2002, le naufrage du Joola, qui assurait la liaison Dakar-Ziguinchor en faisant escale à Karabane, a scellé l'enclavement de l'île pour plusieurs années. Jusqu'en 2014, dans l'attente de nouvelles infrastructures, travailleurs, étudiants et touristes ne peuvent plus compter que sur les pirogues pour quitter ou rejoindre le village. Depuis 2014, la liaison est rétablie depuis Dakar et Zinguinchor ; trois bateaux y accèdent régulièrement.

## Toponymie
L'étymologie de Karabane reste à élucider. Elle pourrait être rattachée au mot wolof, karabané, signifiant « qui parle beaucoup », ou peut-être au portugais (casa : maison ; kaban : finir). Dans cette hypothèse le toponyme désignerait le lieu « où les 
maisons sont finies », une possible allusion au fait que ce village fut la première capitale française en Basse-Casamance. Selon d'autres sources, il viendrait de karam akam, qui signifie « de l'autre côté de la rivière ». Ces incertitudes permettent aussi de comprendre l'instabilité dans la graphie : Karabane avec un K initial se réclamant plutôt du diola ou du wolof, et Carabane avec un C plaidant pour une origine latine, probablement portugaise, ou une francisation délibérée.

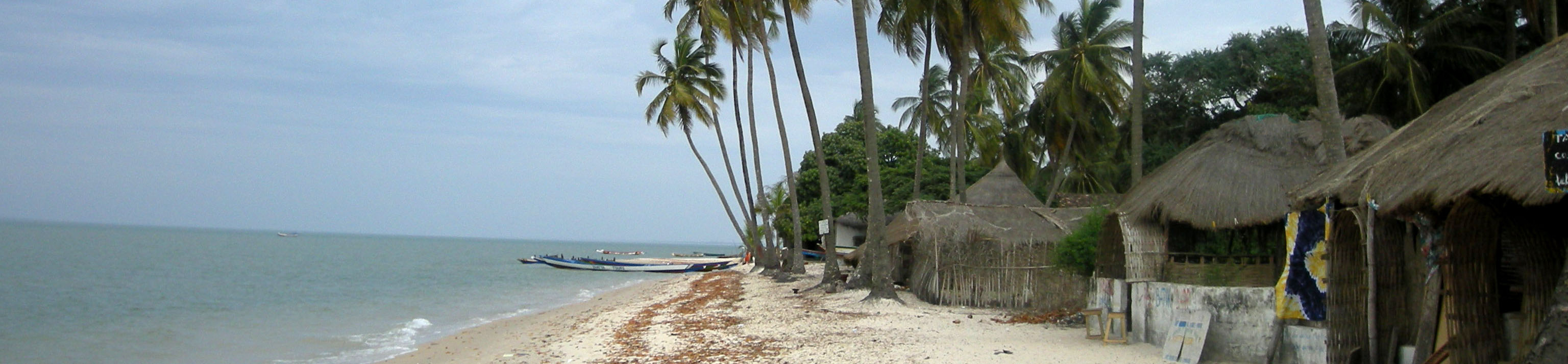
Sable fin et cocotiers : une plage de l'île de Karabane

## Géographie

### Situation

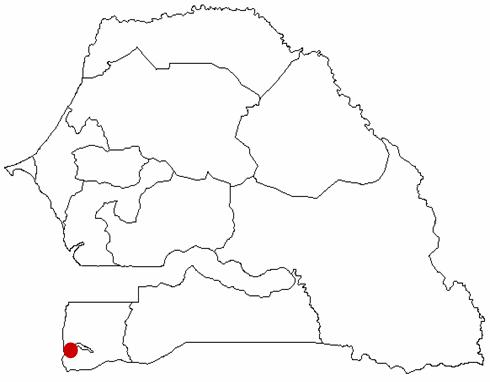
Localisation de l'île de Karabane

D'une superficie totale de 57 km2, Karabane est la principale et dernière île dans l'embouchure du fleuve Casamance, en rive gauche, face à la pointe de Diogué. Elle est située par 12° 32' de latitude Nord et par 16° 43' de longitude Ouest et se trouve – via Elinkine – à près de 60 km de Ziguinchor, le chef-lieu de la région du même nom, et à un peu plus de 500 km de Dakar, la capitale du pays.

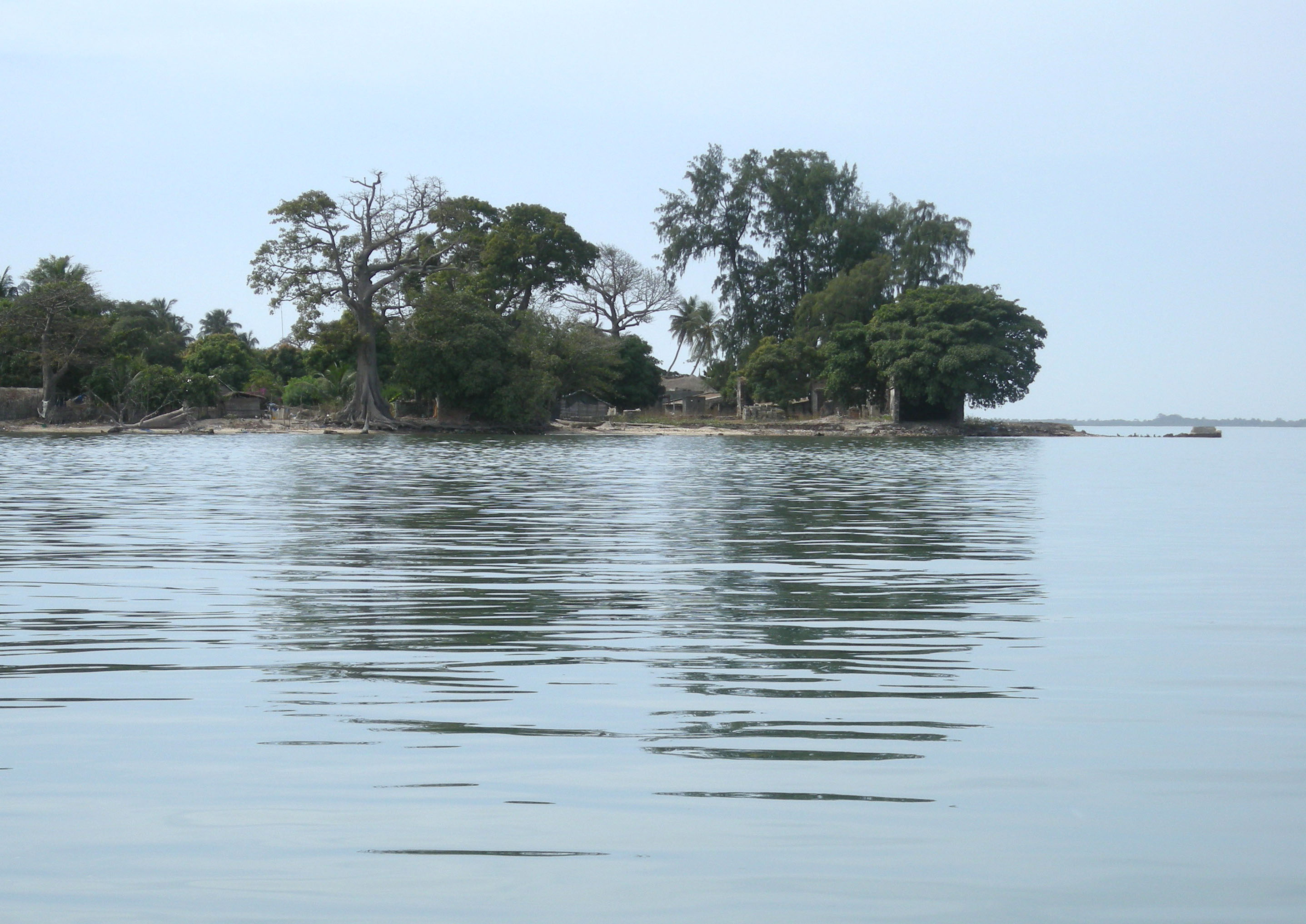
Arrivée à Karabane en provenance d'Elinkine

« Il faut s'armer de patience pour rejoindre l'île de Karabane », dit-on encore aujourd'hui. C'était encore plus vrai au XIXe siècle lorsque, selon un témoignage, un voyage en bateau de 26 heures de Rufisque (près de Dakar) à Karabane était jugé assez rapide, en raison d'un vent favorable. Comme on le verra plus loin, dans la section consacrée aux transports, des itinéraires plus variés et plus rapides permettent désormais d'atteindre la Basse-Casamance par la route, par la mer ou par les airs, mais, faute de liaison maritime directe pour le moment, il ne s'agit que de la première étape du périple.
En effet, même si, à vol d'oiseau, plusieurs localités semblent très proches, on n'accède à Karabane qu'en pirogue à moteur, principalement depuis le village d'Elinkine — une traversée de moins de trente minutes qui nécessitait autrefois une heure et demie de canot. D'autres possibilités existent, telles que le trajet Ziguinchor-Karabane directement en pirogue en deux ou trois heures ou l'acheminement par la piste depuis Cap Skirring via Kachouane, mais, comme on peut le constater sur une carte détaillée de la région, un lacis de bras d'eau — des marigots, ou plutôt des bolongs, selon la terminologie en usage dans l'espace sénégambien — ne facilite pas les déplacements. Le débarcadère se trouvant sur une petite péninsule au nord-est de l'île, il faut en outre contourner celle-ci.

### Géologie et érosion

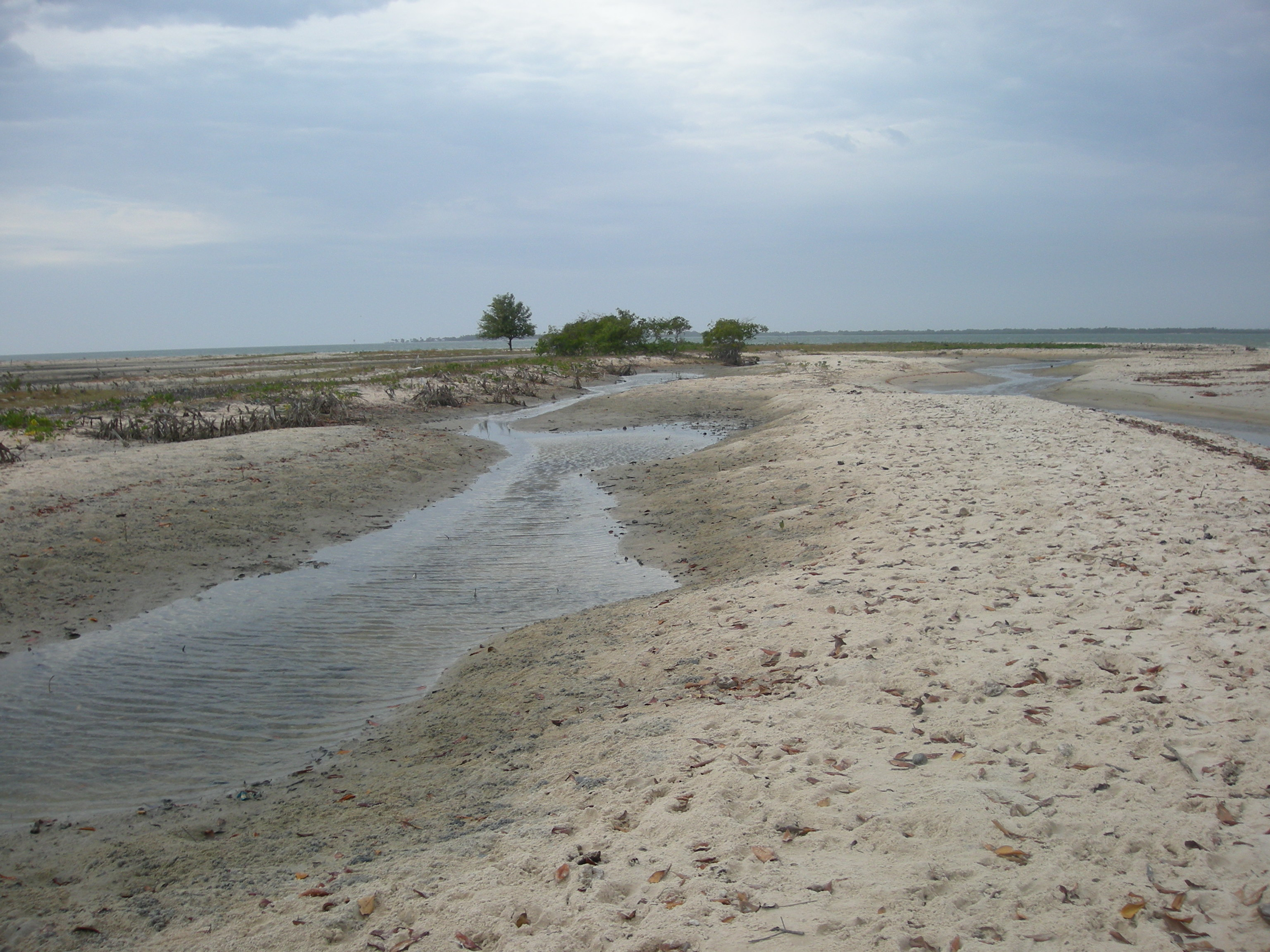
Bancs de sable et bolongs

De formation géologique récente, Karabane est constituée d'un banc de sable et d'alluvions. Comme l'ont souligné les premiers observateurs français, les sols de la région sont généralement composés de sable fin et d'argile, selon différentes combinaisons et superpositions, en fonction des facteurs naturels et de l'action humaine. À Karabane en revanche « le sable paraît exister presque seul ». La pénurie d'argile explique que les cases sont plus souvent faites de paille sur une armature en bois, plutôt qu'en banco comme à Mlomp ou Séléki par exemple.

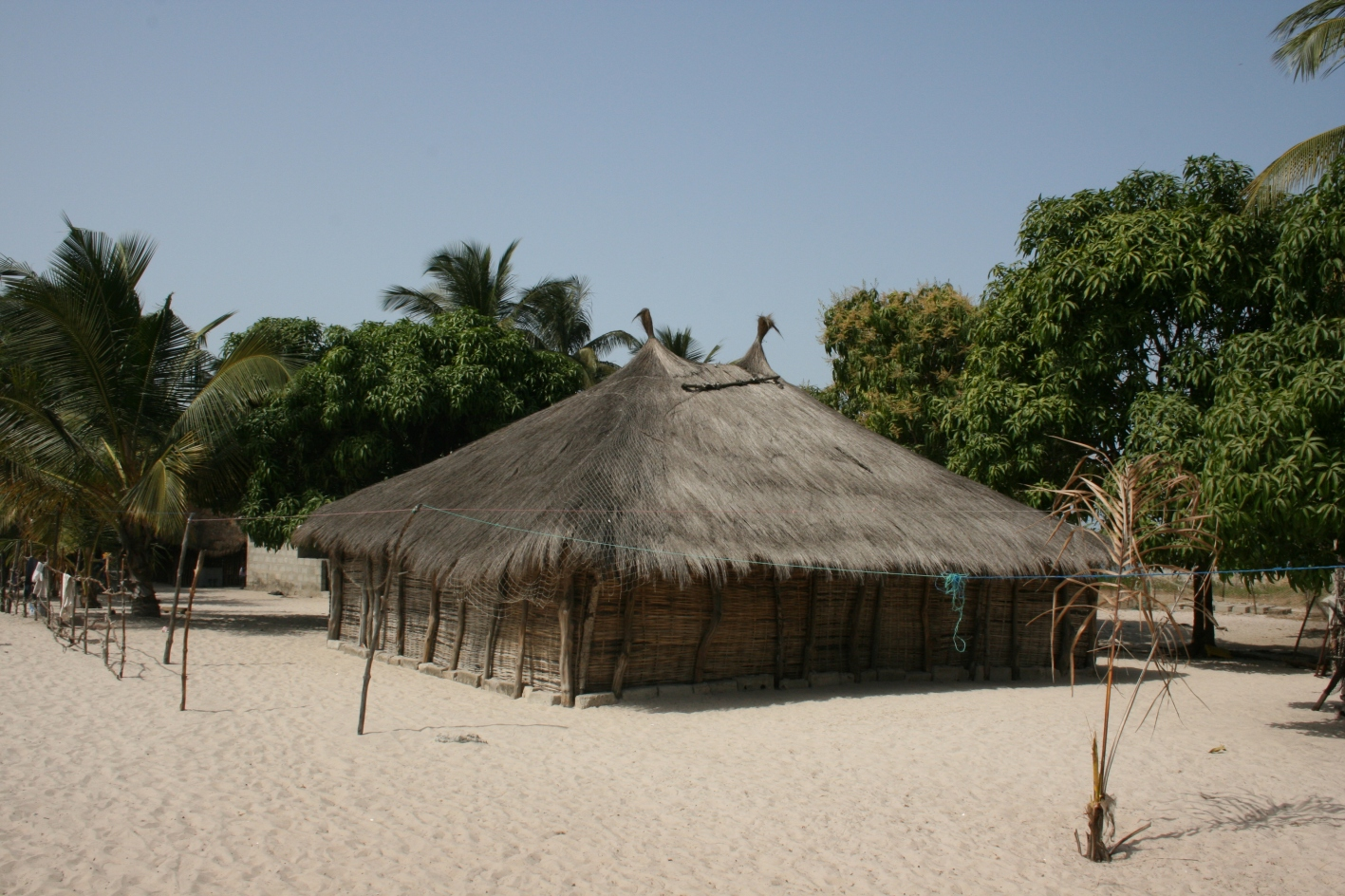
Pénurie d'argile : habitation de paille sur armature en bois

Sur un espace plat et marécageux, les branches et les racines des palétuviers forment une digue naturelle où s'accumulent des dépôts de coquilles d'huîtres qui se mêlent à la vase et aux détritus végétaux. Cet enchevêtrement contribue à retenir les sols et gagnerait sans doute du terrain si la puissance des courants n'exerçait des effets contraires.
L'élévation ne dépassant guère 2 m, le sud de l'île est partiellement inondé pendant la saison des pluies et une submersion totale n'est pas à exclure certaines années. À marée basse les vasières se découvrent, c'est pourquoi les embarcations à quille peuvent difficilement accoster. Pour y faire escale, Le Joola devait donc mouiller à environ 500 m au nord du village, par 8 à 10 m d’eau.
Dès 1849 des signes d'érosion sont notés lorsqu'on constate que la maison du Résident — le représentant du Gouvernement sur l'île —, victime d'incendies à deux reprises, doit être reconstruite plus en retrait à chaque fois, alors que l'emplacement d'origine est désormais inondé, même à marée basse. Les phénomènes d'érosion côtière et de salinisation qui touchent l'ouest du Sénégal sont une source de préoccupations ici également.
Grâce aux puits, l'eau douce reste pour le moment disponible à une profondeur raisonnable pour l'arrosage ou les besoins domestiques, mais jusqu'à l'installation d'une pompe en 2006, l'eau potable devait être acheminée en pirogue depuis Elinkine.
Une étude des phénomènes d'érosion est entreprise avec l'Université de Ziguinchor. Trois thèmes ont été identifiés : l'érosion par les vagues (côte Nord-Est), l'érosion par prélèvement du sable en raison du courant latéral (côte nord) la montée des eaux salées dans les bolongs. Ces phénomènes appellent des solutions différentes (digues, épis, barrages) mais dans tous les cas la plantation ou reboisement de palétuviers s'impose en de nombreux endroits et l'évolution de l'habitat (recours aux pilotis de faible hauteur en remplacement des dalles de béton) doit être entrepris.

### Climat
En Basse-Casamance le climat est de type tropical. Il se caractérise par une saison sèche — ici au sens de non pluvieuse, mais néanmoins humide — et une saison humide, aussi appelée hivernage, qui commence habituellement en juin et se termine en octobre. En raison de la proximité de l'océan, le degré hygrométrique de l'air reste toujours supérieur à 40 % et contribue à la luxuriance de la végétation. Grâce aux alizés maritimes, issus de l'anticyclone des Açores, l'île bénéficie d'un climat agréable toute l'année. De direction nord à nord-est, ces vents sont frais, toujours humides, et leur amplitude thermique diurne est faible. Leur présence est appréciée par les amateurs de kitesurf. Les activités agricoles, et notamment la riziculture, dépendent entièrement de la pluviosité. Wah uŋejutumu, emitai elaatut (« Si un projet ne se réalise pas, c'est que la pluie ne sera pas tombée »), dit un proverbe floup. L'invocation des fétiches lorsqu'il ne pleut pas fait partie des rites animistes traditionnels. De fait, au cours des dernières décennies, on a pu observer une baisse générale de la pluviométrie, qui menace la productivité dans les rizières, accroît la salinité des sols qui ne sont plus suffisamment lessivés et concourt à la dégradation de la mangrove. En mai et juin la température de l'air est de l'ordre de 28 °C. En janvier et février — les mois les plus froids — elle avoisine 24 °C. Des températures inférieures à 18 °C sont tout à fait exceptionnelles. Au mois de septembre, la température de l'eau de mer constatée en surface est de 26 °C.

### Flore
Autrefois, certains jugeaient l'île aride, dotée d'une maigre végétation, « où les cocotiers seuls sont susceptibles d'une belle venue » et « où l'on a grand'peine à faire venir quelques légumes ». Sous ce climat de type tropical, la végétation est pourtant plus abondante que dans le nord du pays, surtout pendant l'hivernage, c'est-à-dire la saison des pluies. Soucieux d'attirer l'attention de l'administration coloniale qu'il juge insuffisamment impliquée dans le développement de la Casamance, le traitant Emmanuel Bertrand-Bocandé lui avait remis un rapport argumenté, Carabane et Sedhiou. Des ressources que présentent dans leur état actuel les comptoirs français établis sur les bords de la Casamance, dans lequel il recensait de manière très détaillée les espèces végétales présentes alors sur l'île — des observations qui restent précieuses aujourd'hui.

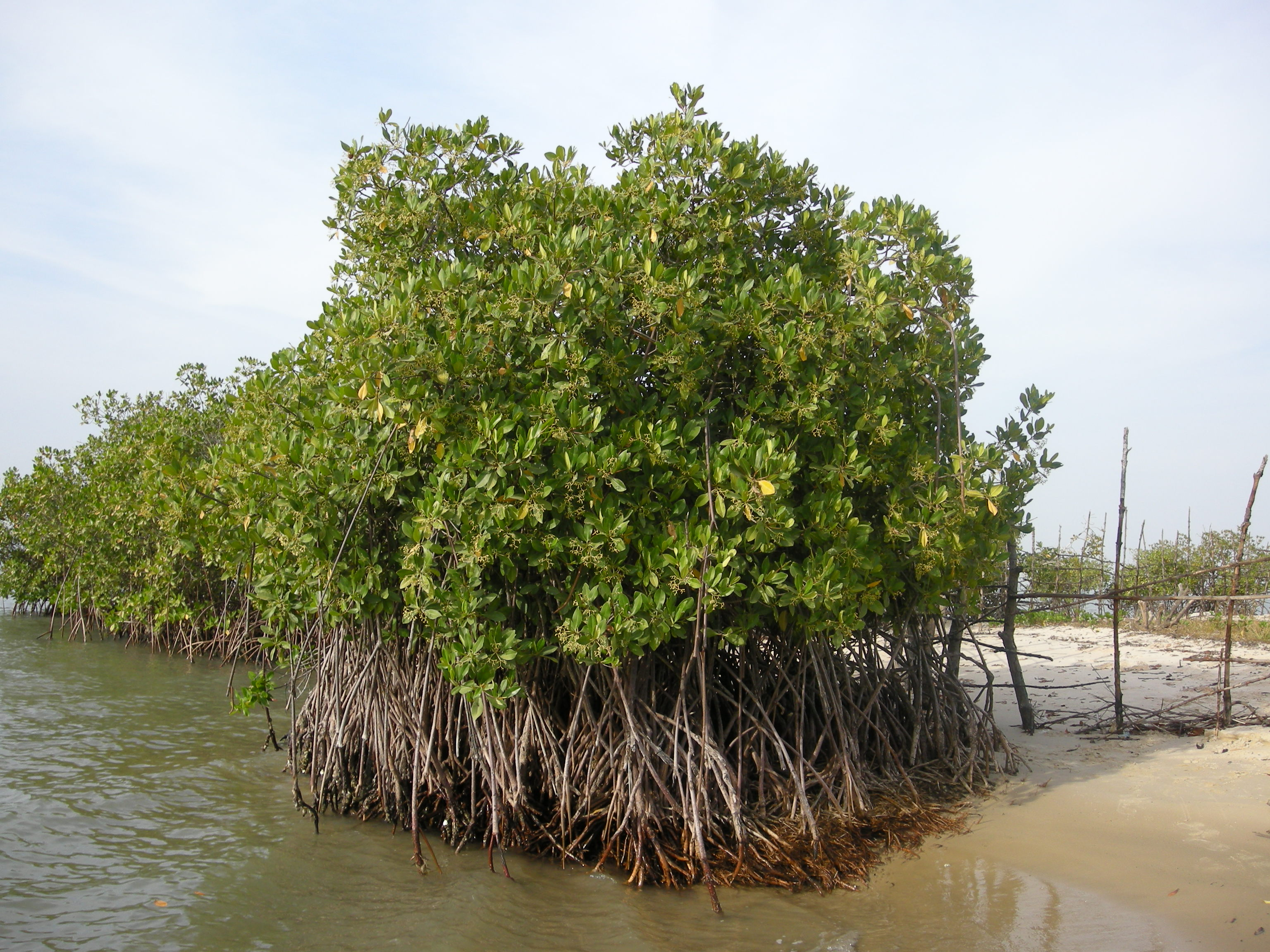
Omniprésence de la mangrove à palétuviers

La plus grande partie de Karabane est couverte de mangroves à palétuviers formant un inextricable maquis que l'on ne peut franchir en dehors de passages aménagés. Les palétuviers font partie des quelques espèces capables de s'adapter à ce milieu contraignant, caractérisé par une salinité élevée, une faible oxygénation des sols due à la vase, un sol instable ou l'immersion des racines. La dégradation de la mangrove et la transformation des sols en tannes, constatée de longue date dans la région, touche également Karabane. Ce phénomène s'explique par des causes tant naturelles qu'anthropiques, telles que l'exploitation anarchique du bois ou des crustacés. Des actions sont menées pour la sauvegarde de la mangrove et l'on cherche aussi à sensibiliser les plus jeunes.

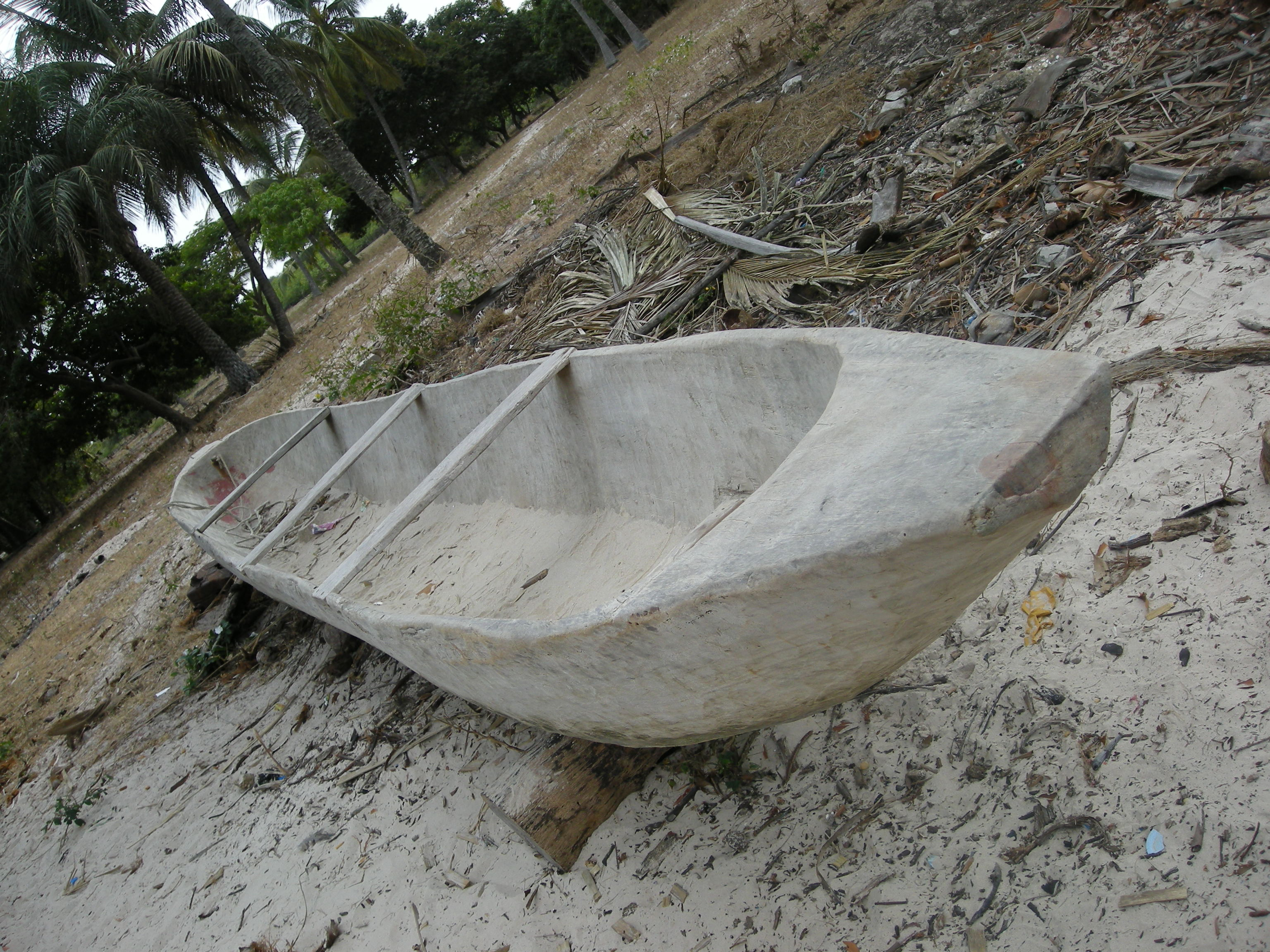
Pirogue taillée dans le tronc d'un fromager

Le visiteur s'aventure peu au cœur de la mangrove, sans doute plus sensible aux palmiers — de type cocotiers — qui bordent la plage et donnent à Karabane son aspect caractéristique de paysage de carte postale. Les noix de coco occupent une place privilégiée parmi les ressources de l'île.
Pas nécessairement aussi spectaculaires que dans d'autres localités de Basse-Casamance — comme à Mlomp —, les fromagers sont néanmoins présents et leur bois grisé, très léger, facile à travailler, trouve de multiples usages, de la construction de portes à la fabrication d'embarcations monoxyles. En effet les pirogues des Diolas, longues de 6 à 8 mètres, ont pour caractéristique d'être taillées d'une seule pièce – contrairement à la pirogue sénégalaise traditionnelle. Elles sont façonnées à l'herminette dans le tronc d'un grand fromager.
Parmi les arbres fruitiers, les manguiers et les orangers sont les plus représentés. Au milieu de la verdure, figuiers de Barbarie, flamboyants et bougainvillées aux couleurs vives contribuent à mettre en valeur les hôtels et les campements. Les divers travaux d'aménagements ont parfois eu leur part de responsabilité dans la déforestation constatée dans l'île.

### Faune

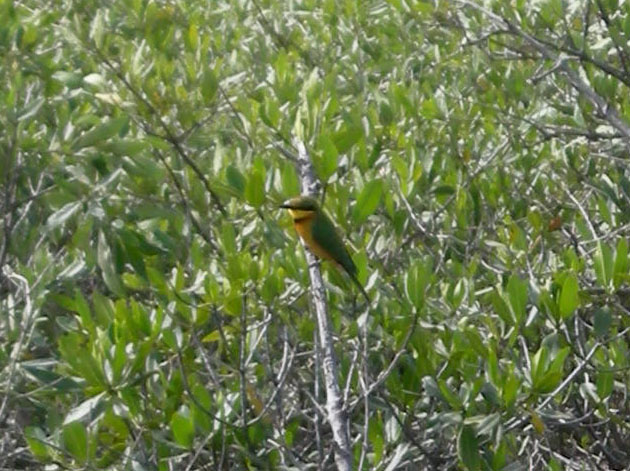
Guêpier nain dans les palétuviers

La présence de nombreux oiseaux avait déjà été remarquée par les premiers explorateurs. Aujourd'hui, alors que le Parc national de la Basse-Casamance et la Réserve ornithologique de Kalissaye n'ont pas rouvert leurs portes depuis les années de conflit, Karabane constitue un territoire très propice à leur observation. Une étude ornithologique de 1998 a permis de constater l'existence sur l'île des espèces suivantes : anhinga (Anhinga africana), héron goliath (Garza goliath), vautour palmiste (Gypohierax angolensis), barge à queue noire (Limosa limosa), courlis corlieu (Numenius phaeopus), courlis cendré (Numenius arquata), sterne caspienne (Sterna caspia), émerauldine à bec rouge (Turtur afer), tourterelle à collier (Streptopelia semitorquata), martinet cafre (Apus caffer), martin-pêcheur du Sénégal (Halcyon senegalensis), camaroptère à dos gris (Camaroptera brachyura), moucherolle à ventre roux (Terpsiphone rufiventer), corbeau pie (Corvus albus), bec-de-corail cendré (Estrilda troglodytres) et serin du Mozambique (Serinus mozambicus).
Les eaux sont poissonneuses et les principales espèces rencontrées sont les carangues (Carangidae), les capitaines (Polydactylus quadrifilis), les barracudas (Sphyraena barracuda) ou les Carpes rouges. Les palétuviers abritent de nombreux crustacés, tels que les crevettes (Farfantepenaeus notialis) ou les crabes violonistes (Uca pugilator), ainsi que des mollusques, principalement des huîtres (Crassostrea gasar), qui s'accrochent aux racines découvertes à marée basse. L'exploitation de ces ressources halieutiques est commentée un peu plus loin dans la section consacrée à l'économie de l'île. Quant aux reptiles, l'étude ornithologique déjà évoquée mentionne en outre le gros lézard nommé Agama agama. D'autres observateurs évoquent la présence de varans.

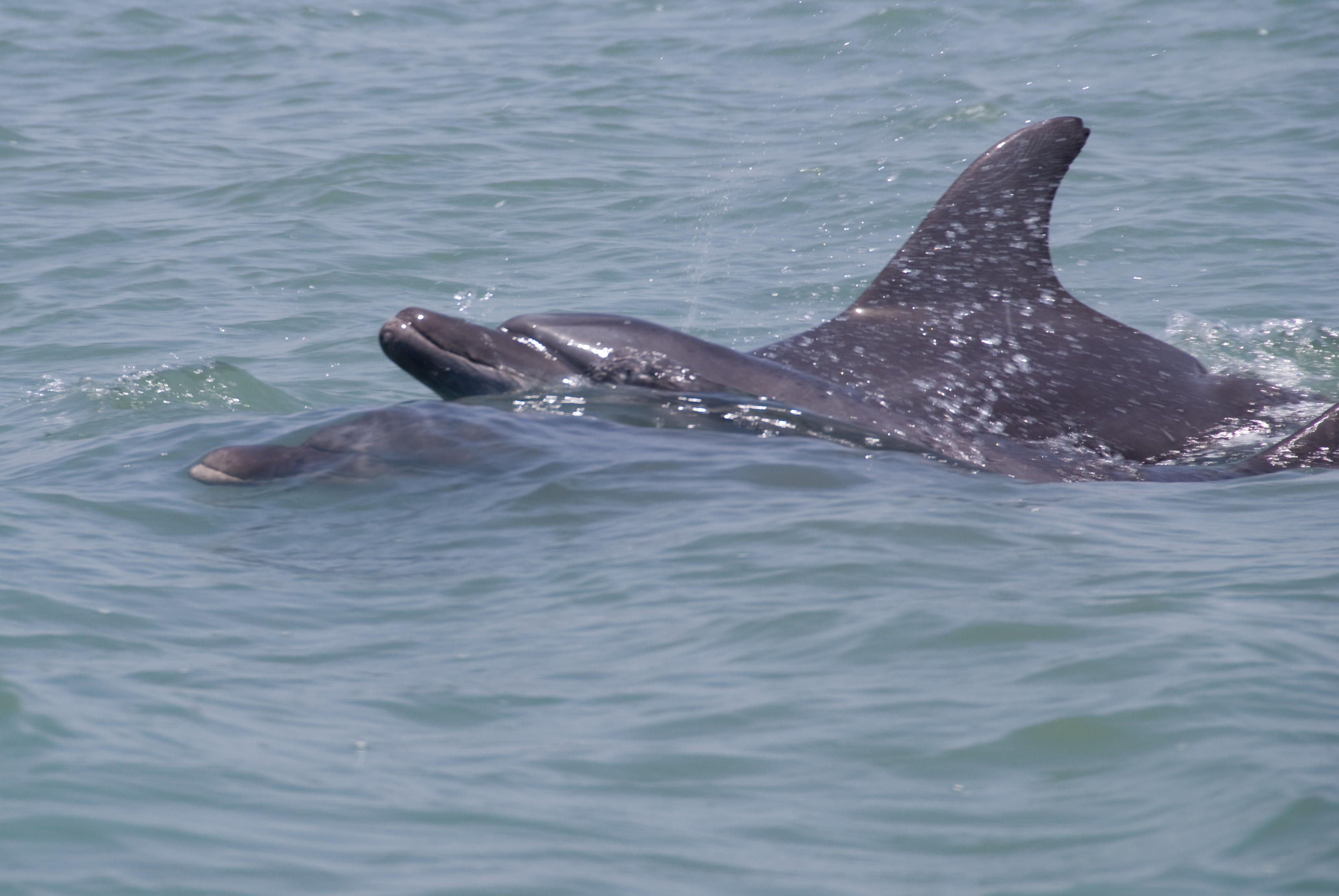
Dauphins dans le fleuve

Le banc de sable qu'est Karabane abrite relativement peu de mammifères — si l'on excepte les animaux domestiques —, mais dès 1835 les premiers Français avaient remarqué les singes. D'autres colons signalèrent en 1870, non sans effroi, que les indigènes mangeaient « assez souvent du singe et même des chiens ». Aujourd'hui de grands dauphins (Tursiops truncates) sont couramment aperçus au large de l'île. En revanche l'existence de lamantins (Trichechus senegalensis) n'est attestée que par les sites promotionnels. Néanmoins, par un juste retour des choses, la désaffection touristique observée en Basse-Casamance en raison des troubles, puis du naufrage du Joola aurait plutôt profité à la biodiversité. C'est ainsi que dans le parc national voisin, fermé au public depuis des années, on a pu constater un retour remarquable de crocodiles, de lamantins et d'oiseaux nicheurs.
Sur une île baptisée Ilha dos Mosquitos par les Portugais, les Karabanais et leurs visiteurs continuent de se protéger à la saison des pluies avec une moustiquaire ou de l'huile de karité. Ils doivent aussi affronter parfois des insectes plus petits, mais non moins redoutables, les moutmouts — une appellation locale qui désigne les simulies (Simulium).

## Histoire

### Premiers occupants
Si les plus anciens habitants de la Casamance sont les Baïnouks, la rive gauche de l'embouchure du fleuve était surtout peuplée de Floups (ou Feloupes), c'est-à-dire de Diolas. Arrivés sur les côtes ouest-africaines au XVe siècle, les Portugais parcourent activement la région depuis le XVIe siècle, surtout à la recherche de cire, d'ivoire et d'esclaves. Ils ne s'attardent pas à l'« Île aux Moustiques », et c'est à Ziguinchor qu'ils fondent le premier comptoir en 1645.
À la fin des années 1820, un négociant goréen mulâtre, Pierre Baudin, s'installe à Karabane, y plante du riz et produit de la chaux à partir des coquilles d'huîtres de palétuviers, broyées et cuites dans des fours. Humide et marécageuse, l'île avait alors une réputation d'insalubrité. L'économie locale reposait essentiellement sur la culture du riz, vendu à Ziguinchor ou aux traitants britanniques de Gambie. La famille Baudin employait des esclaves et, malgré son abolition en 1848, l'esclavage se maintiendra dans l'île jusqu'au début du XXe siècle.
L'administration coloniale souhaitait étendre son influence autour du fleuve, notamment sous la pression des Goréens — menacés de perdre une partie de leurs ressources avec l'imminente disparition de la traite négrière — et leurs rivaux, les Saint-Louisiens. Le 9 janvier 1836 le lieutenant de vaisseau Médéric Malavois, commandant particulier de l'île de Gorée, part en Casamance à la recherche d'un site propice pour le futur comptoir. La pointe de Diogué, sur la rive nord, est d'abord envisagée mais, devant le refus des Diolas, c'est sur l'autre rive que la transaction aboutit.

### Colonisation française
Le 22 janvier 1836, l'île est cédée à la France par le chef de village de Kagnout au prix d'une rente annuelle de 39 barres, c'est-à-dire 196 francs. Cependant, un autre traité fait de Sédhiou le principal comptoir de Casamance et l'exploitation de Karabane reste encore quelque temps aux mains de la famille Baudin, Pierre d'abord puis son frère Jean. Ils portent, successivement, le titre de « Résident ». Avec ce statut officiel mais imprécis, ils bénéficient d'une délégation d'autorité et doivent rédiger régulièrement des rapports, mais peuvent continuer à se livrer au commerce.

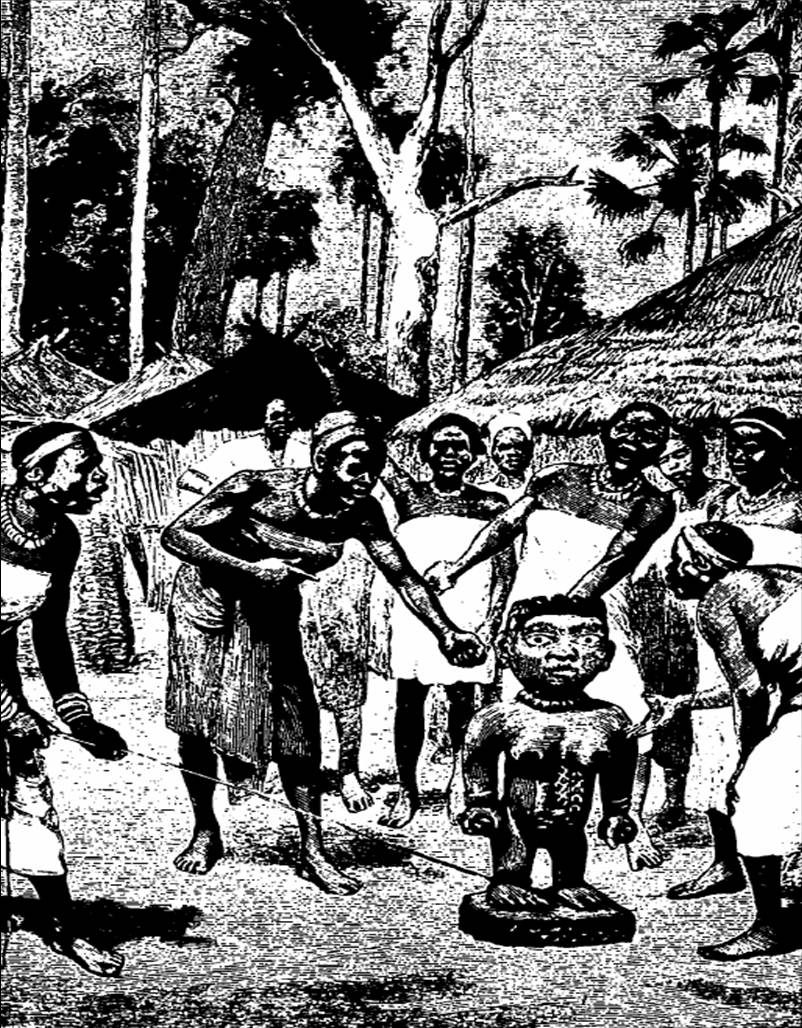
Animisme à Karabane : imprécations contre les fétiches lorsqu'il ne pleut pas (gravure de 1893)

Lorsque Jean Baudin tombe en disgrâce à la suite d'un grave incident de traite impliquant un bateau anglais, il est remplacé en octobre 1849 par un nouveau Résident, Emmanuel Bertrand-Bocandé. Cet homme d'affaires nantais, entreprenant, polyglotte et passionné d'entomologie, transforme « son » île et provoque un regain d'activité commerciale et politique. En 1852, la population s'élève à plus de 1 000 habitants. Un plan cadastral en damier attribue des lots de trente mètres de côté aux négociants et traitants. D'autres, avec quinze mètres de côté, sont destinés aux habitations. Des concessions provisoires sont accordées, surtout à des habitants de Saint-Louis et de Gorée. Outre les colons, l'île est principalement habitée par des riziculteurs floups animistes dont les pratiques déconcertent le nouveau venu. La coexistence n'est pas toujours facile. Les chrétiens ne sont représentés que par les Goréens et quelques Européens installés, et l'île n'a pas encore d'église. Les missionnaires tentent alors, sans succès, d'obtenir une concession.

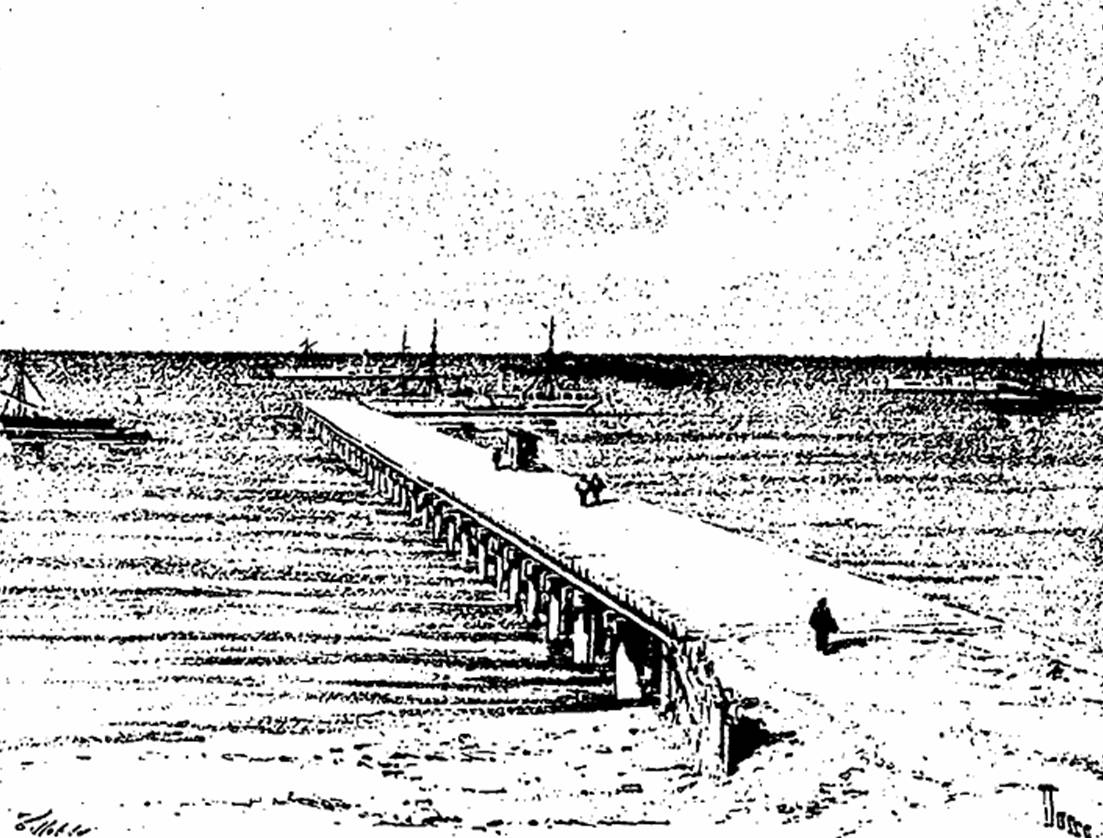
« Le plus grand appontement de la côte d'Afrique »

Par ailleurs, la construction d'un grand quai de 116 mètres de longueur permet l'accostage des plus grands navires susceptibles d'entrer en Casamance. Un embarcadère avec rail est aménagé le long du fleuve pour faciliter le transfert des marchandises. Karabane exporte du riz mais aussi du coton — jugé de qualité médiocre — égrené dans la factorerie construite par Bertrand–Bocandé en 1840, successivement propriété de la maison Maurel et Prom et de la Compagnie de la Casamance. On produit également des amandes de palme et de touloucouna.
Cet essor est troublé par des incidents qui éclatent en 1851 avec les anciens propriétaires de Karabane, les habitants de Kagnout. À la suite d'une intervention militaire venue de Gorée, un traité est signé le 25 mars, établissant la souveraineté de la France sur l'île, mais aussi sur Kagnout et Samatit. Quant à Bertrand-Bocandé, il quitte l'île en 1857 pour un congé puis abandonne définitivement son poste de Résident en 1860. Son « inlassable activité » a fortement marqué l'île.

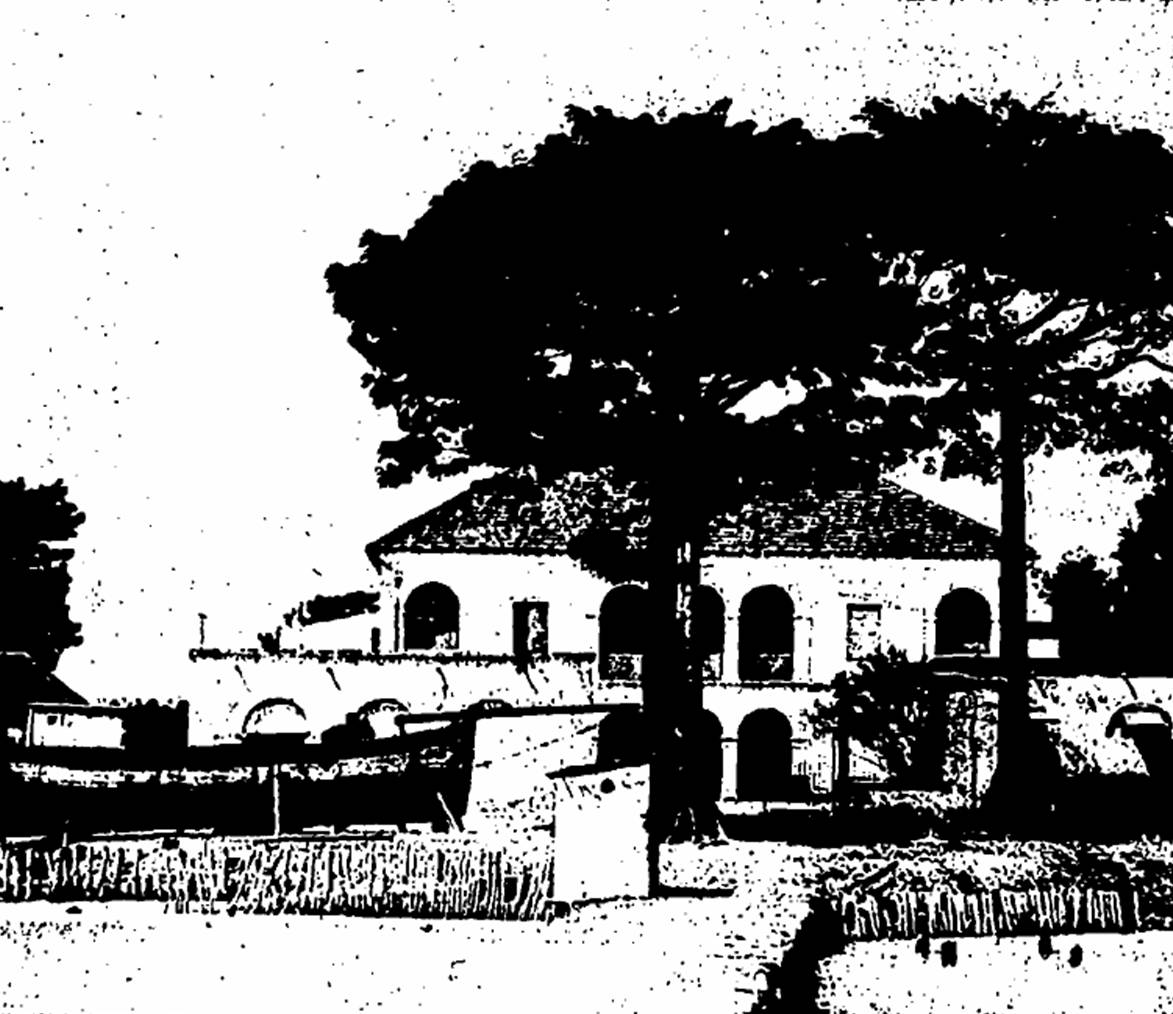
Factorerie no 1 de la Compagnie de la Casamance (gravure de 1893)

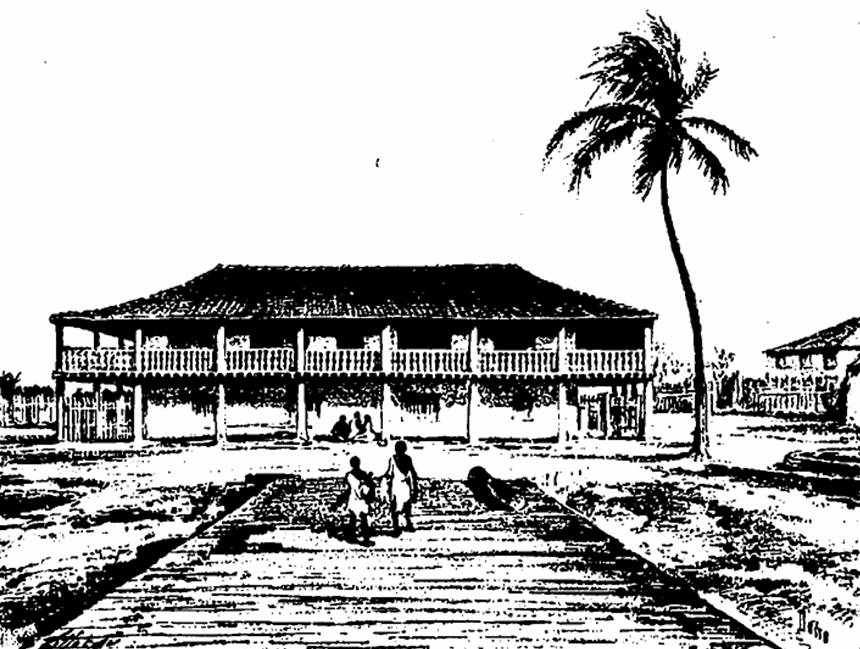
Factorerie no 2 de la Compagnie de la Casamance

De leur côté, les populations locales s'accommodent mal de l'expansion française et des traités qui leur ont été imposés. C'est ainsi que les riziculteurs de Karabane subissent pillages et enlèvements de la part des Karones, des insulaires de l'embouchure. Des troupes menées par Pinet-Laprade en mars 1860 attaquent plusieurs villages karones et les contraignent à la soumission. Une période un peu plus calme s'ouvre alors.
Alors que les Mandingues musulmans continuent — clandestinement — à pratiquer l'esclavage et la traite, les villages non musulmans ont tendance à se rapprocher et il leur arrive de prendre le Résident de Karabane comme arbitre de leurs désaccords.
En 1869 Karabane est constitué en cercle autonome, doté d'un commandant mais sera rattaché à Sédhiou en 1886. La garnison d'une dizaine d'hommes est régulièrement décimée par les maladies tropicales telles que le paludisme. 527 habitants sont dénombrés sur l'île en 1877, en grande majorité des Diolas auxquels s'ajoutent des Wolofs, musulmans, et quelques Manjaques originaires de Guinée portugaise.
La première mission catholique est fondée à Sédhiou en 1875 et les premiers baptêmes auraient déjà été célébrés la même année à Karabane — 17, concernant pour la plupart des habitants de l'île. La fondation de la mission de Karabane intervient en 1880. Le 22 février, le père Kieffer s'installe dans l'île, où il œuvrera seul pendant deux ans. Le personnel de l'administration coloniale y est des plus réduits : un chef de poste des douanes avec quatre employés, un artilleur, un caporal européen et six tirailleurs. On dénombre à Karabane environ 250 chrétiens, principalement des signares, des mulâtres de Saint-Louis ou de Gorée et quelques Européens. Pour commencer le prêtre agrandit sa propre case en troncs de rôniers. Il visite aussi les villages voisins et se rend parfois à Sédhiou. La fondation de la mission de Karabane est suivie par celles de Ziguinchor (1888), Elinkine (1891), puis bien d'autres au XXe siècle. En 1900 un autre missionnaire spiritain, le père Wintz, achève son premier catéchisme en langue diola.

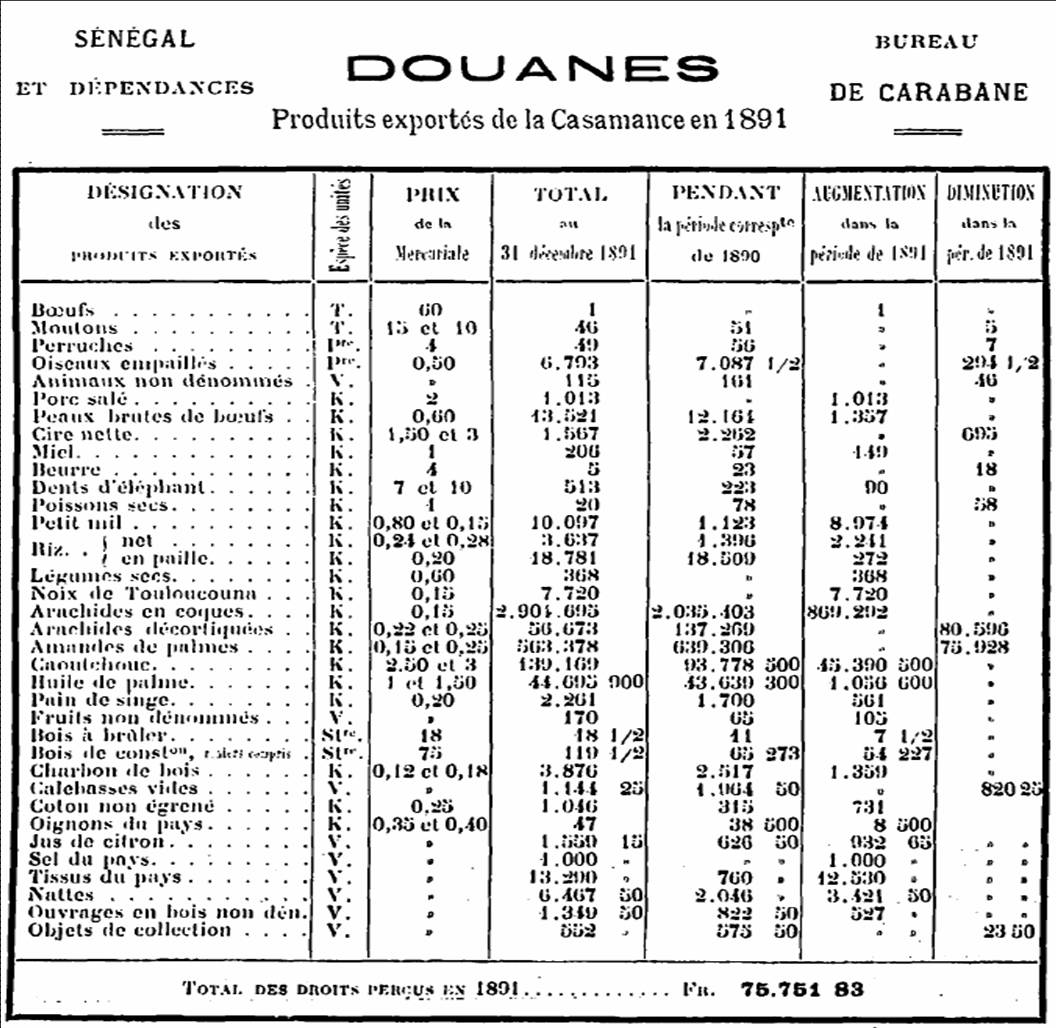
Tableau des exportations de la Casamance en 1891 (Bureau des Douanes de Carabane)

Temporairement transférée à Ziguinchor, la mission de Karabane est fermée en 1888. Les missionnaires reviennent en 1890 et l'église, d'abord agrandie, s'avère néanmoins trop petite. Grâce aux subsides de l'évêque, Mgr Barthet, et des paroissiens, une nouvelle église est construite et inaugurée le jour de la Sainte Anne en 1897. La mission obtient aussi la concession définitive de deux terrains adjacents — le lot no 73 du plan cadastral. L'année suivante, la communauté chrétienne compte 1 100 baptisés, sans parler des nombreux catéchumènes.
Les rivalités entre Français et Portugais pèsent sur la région pendant cette période. La cession de Ziguinchor à la France est négociée à Karabane en avril 1888 entre le commissaire Oliveira et le capitaine Brosselard-Faidherbe.
En 1901 le chef-lieu de cercle est transféré à Ziguinchor et Karabane n'est plus qu'une simple résidence administrative — un statut qui lui est ravi à son tour par Oussouye deux ans plus tard. Lorsque Ziguinchor devient la capitale administrative de la Casamance en 1904, Karabane a perdu plusieurs de ses prérogatives, par exemple les services des douanes qui y étaient centralisés. Des maisons de commerce ont également quitté l'île et le nombre de chrétiens est passé de 1 000 à 300 en 1907.
En dépit de l'anticléricalisme en vigueur en France à cette époque, l'enseignement est assuré dans l'île par les Pères du Saint-Esprit qui y ont également une chapelle et par les Sœurs de Saint-Joseph de Cluny pour les filles.
À la veille de la Première Guerre mondiale, Karabane, également victime d'un incendie en 1913, voit son activité économique décliner et ses habitants quittent peu à peu l'île pour chercher du travail à Ziguinchor, voire Dakar. En décembre 1915, Marcel de Coppet, alors administrateur de Ziguinchor, se rend sur l'île pour recruter des tirailleurs : six Karabanais acceptent de s'engager : un chrétien, un païen et quatre musulmans.
Au lendemain de la Grande Guerre, l'Église catholique romaine rencontre de grandes difficultés dans la région. Le personnel est insuffisant et instable. L'augmentation du coût de la vie le rend onéreux et le climat met les bâtiments à rude épreuve. En 1920 le diocèse compte, outre Karabane, treize églises paroissiales et environ trente-cinq cases-chapelles. En 1922 le gouverneur fixe par décret, au nom de la prudence, le nombre d'établissements autorisés à célébrer publiquement le culte. Certes l'église de Karabane fait partie des élues, mais certains reprocheront à l'administration coloniale d'avoir ainsi favorisé l'expansion de l'islam dans le pays.
Lorsqu'il prend la direction du diocèse, Mgr Le Hunsec constate que l'île de Karabane, très peuplée lorsque tout le commerce s'y concentrait et qu'on pouvait difficilement pénétrer à l'intérieur des terres ravagées par les guerres locales, a perdu de son rayonnement et compte désormais moins de 500 habitants. Il songe à un transfert de la mission vers Oussouye, qui sera effectif en 1927. À partir de 1937, la mission d'Oussouye recense aussi les baptêmes et les enterrements faits à Karabane.
La même année une maison d'éducation pénitentiaire est créée sur l'île et fonctionnera jusqu'en 1953, remplacée alors par l'établissement de Nianing. Un rapport remis en 1938 par une conseillère technique de l'Enseignement à Marcel de Coppet, Gouverneur général de l'AOF, permet de découvrir la vie quotidienne du pénitencier qui accueillait alors 22 garçons, condamnés principalement pour vol mais parfois aussi pour meurtre.

### Histoire récente
Après la Seconde Guerre mondiale le déclin de Karabane se confirme peu à peu. En 1950 le départ du pré-séminaire de Karabane est envisagé, mais il est provisoirement maintenu, pour être finalement transféré dans un nouveau bâtiment à Nyassia en 1959. Pendant l'hivernage de 1963, après 83 ans d'existence, la mission de Karabane ferme ses portes. Les religieuses et leur internat de filles partent pour Ziguinchor.
L'indépendance du Sénégal ayant été prononcée le 20 août 1960, après la dissolution de l'éphémère Fédération du Mali, la Casamance voit arriver des fonctionnaires venus du nord, souvent wolofs et musulmans, mais surtout ne connaissant pas le pays diola et ses traditions. Les périodes de sécheresse qui frappent le Sahel à partir des années 1970 poussent aussi des cultivateurs d'arachide à s'installer dans une région où le riz régnait sans partage.
Le mécontentement s'amplifie, accompagné dans certains cas de revendications indépendantistes et de violences. La Casamance connaît alors des années de conflit qui meurtrissent la population et mettent aussi en péril des initiatives locales originales, telles que les réserves naturelles ou les premiers campements villageois intégrés. Karabane reste l'une des zones les plus tranquilles de Casamance. Néanmoins quelques petits incidents sont signalés vers le mois d'avril 2000. Les rebelles ont peut-être voulu profiter de la notoriété de Karabane pour attirer l'attention des médias.
Le cessez-le-feu de 2004 ramène la sérénité, mais dans l'intervalle le naufrage du Joola en 2002 a coûté la vie à de nombreux Karabanais et privé l'île d'une bonne partie de ses ressources liées au commerce et au tourisme. Les menaces liées à l'érosion côtière s'ajoutant à ces drames, certains craignent le pire. « Le spectacle catastrophe ne trouve pas ici ses mots », affirme un Casamançais. Après les années d'essor et de rayonnement, Karabane « la nostalgique » est aujourd'hui confrontée à une série d'épreuves (l'érosion du littoral progresse mais quelques travaux de sauvegarde sont entrepris de façon très ponctuel, les jeunes quittent l'île qui se dépeuple de plus en plus face à la montée inexorable des eaux...).

## Société

### Administration

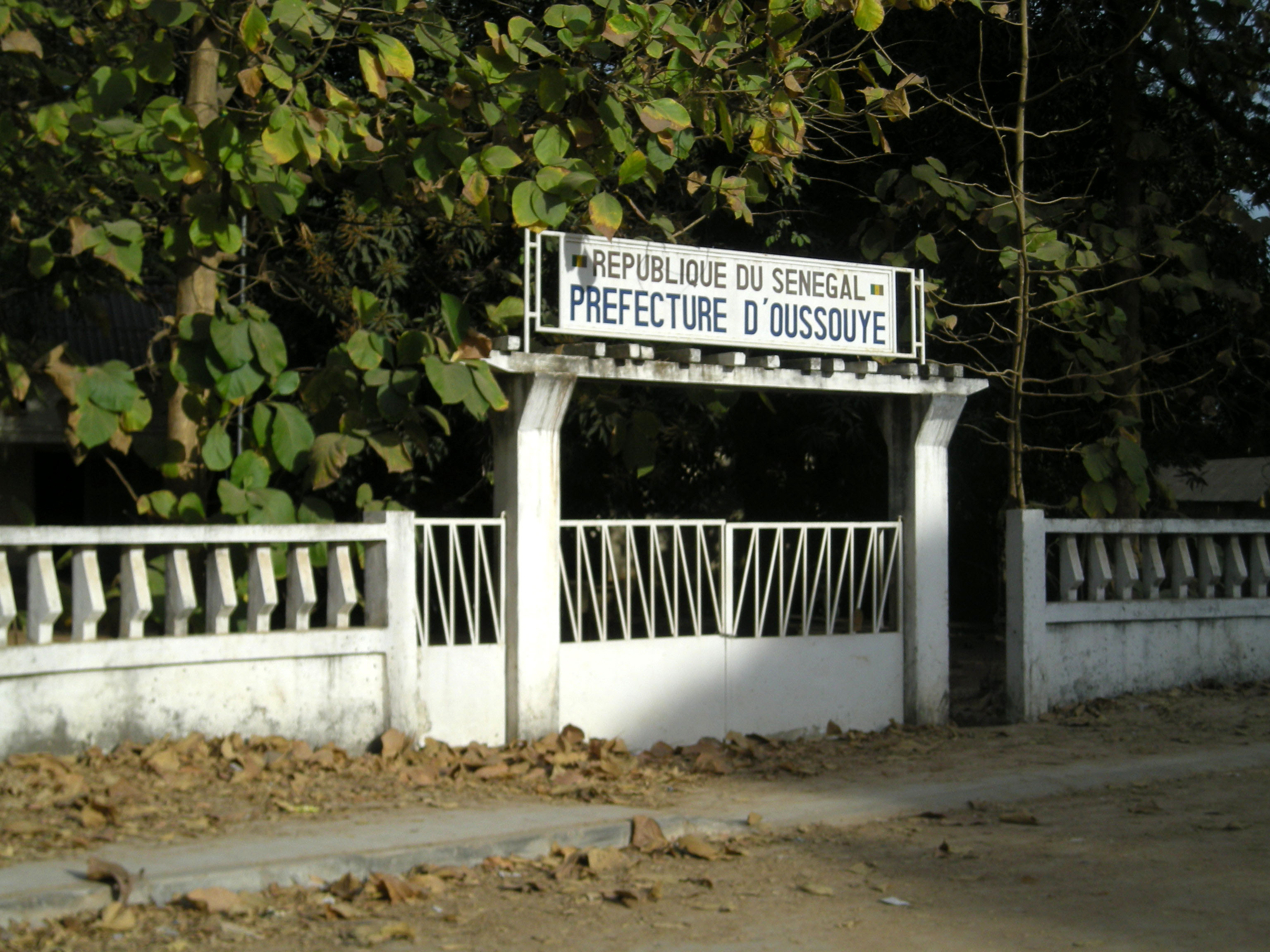
La Préfecture d'Oussouye

Autrefois « Cercle », à part entière, voire capitale régionale, Karabane n'est plus maintenant que l'un des 23 villages de la communauté rurale de Diembéring, dont Kabrousse, Cap Skirring et Boucotte constituent les plus gros centres. La communauté rurale est située dans l'arrondissement de Kabrousse. Elle fait partie du département d'Oussouye, le moins étendu et le plus excentré des trois départements de la région de Ziguinchor. Les plus hautes instances sont donc relativement lointaines et les démarches administratives ne s'en trouvent pas facilitées. Dans un pays qui en compte quelque 13 000, le village est, depuis un décret de  1972, reconnu comme « l'entité élémentaire dans l'organisation administrative du territoire national ». Il est administré par un chef, assisté par un Conseil de Notables. Après consultation, sa nomination est arrêtée par le préfet et approuvée par le ministre de l'Intérieur. Selon la législation sénégalaise, le chef de village dispose de certaines prérogatives, comme de faire appliquer lois et règlements, de tenir les cahiers de l'état civil du village et de collecter l'impôt.
Directement issu de l'organisation coloniale soucieuse de traiter avec des interlocuteurs bien identifiés, ce statut est pourtant assez éloigné de la tradition casamançaise. En effet la société diola est dépourvue de toute hiérarchie formelle. Elle n'a pas de chef doté d'une véritable autorité permanente. Ce sont les Anciens du village — les sages — qui se réunissent, lorsqu'il s'agit de prendre une décision importante. Selon l'anthropologue italien Paolo Palmeri, le chef de village compterait assez peu dans la réalité, simplement chargé des rapports avec l'administration nationale, en quelque sorte le garant de « la tranquillité générale et des traditions du village ». Dans une organisation sociale où le pouvoir politique était indissolublement lié au pouvoir religieux, les vrais détenteurs de ce pouvoir étaient les prêtres des fétiches. La notion même de village serait impropre dans ce contexte : il s'agirait plutôt de clans ou d'agrégations de lignages. D'autres spécialistes, tels Christian Sina Diatta, ont pu comparer la communauté villageoise diola à une termitière, dans laquelle chaque membre exercerait une fonction spécifique et où la reine serait aisément remplaçable. Une analyse de la vie politique contemporaine se doit de prendre en compte cet héritage.

### Population
En 2003 le village de Karabane comptait officiellement 396 personnes et 55 ménages, mais la population de l'île fluctue au gré des saisons et pourrait atteindre parfois 1 750 habitants, si l'on en croit des sources locales.

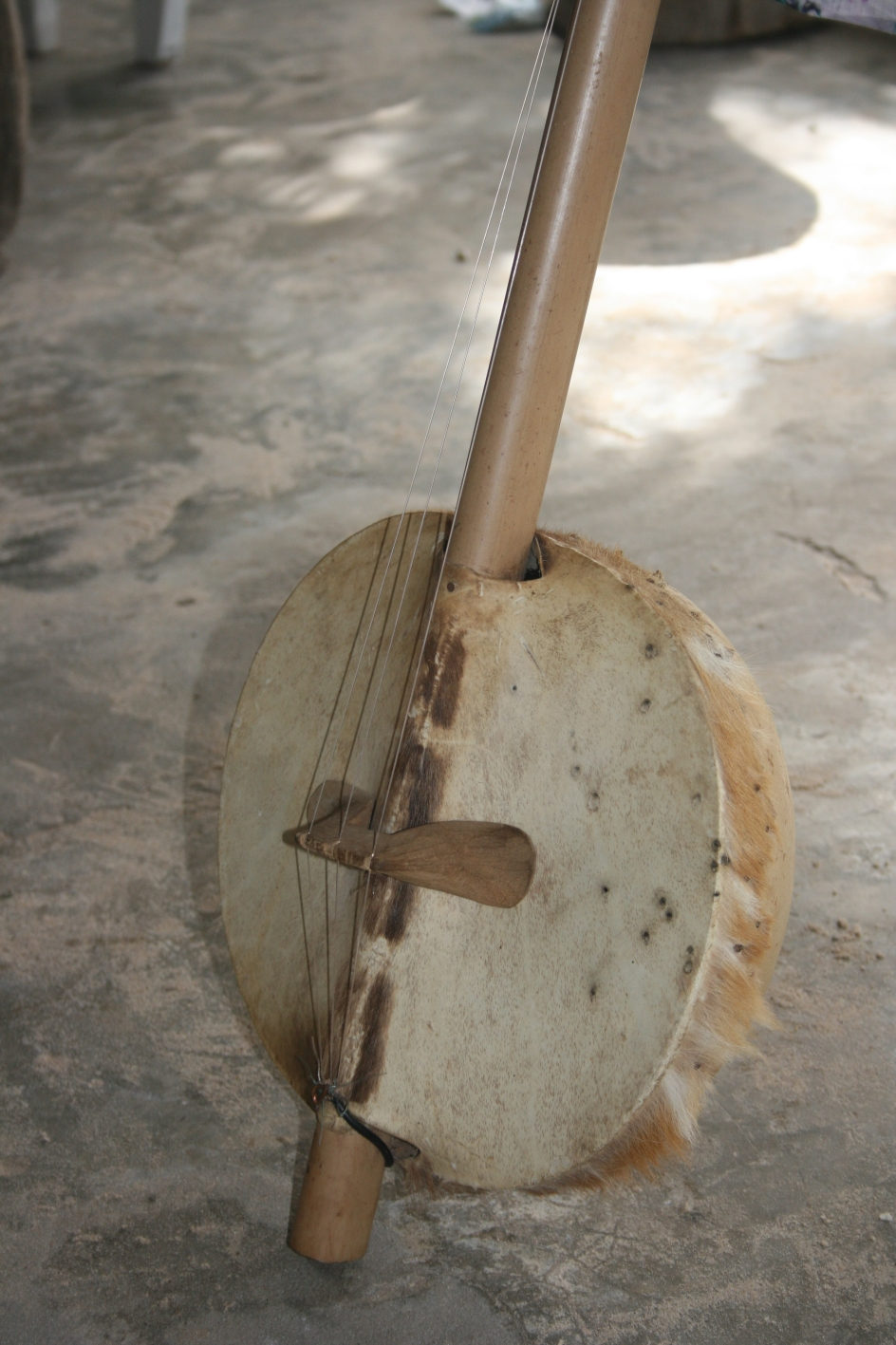
Un ekonting (détail), instrument à cordes diola

Les Karabanais sont pour la plupart des Diolas. Sans parler de la langue, les Diolas se distinguent des autres grands groupes ethniques du Sénégal par une société égalitaire, exempte de toute organisation politique hiérarchisée et n'ayant pas pratiqué l'esclavage. D'esprit indépendant, ils ont aussi préservé plus longuement leurs traditions du fait de l'enclavement de leur région. Cette ethnie constitue 80 à 90 % des habitants de la Basse-Casamance, alors qu'elle ne représente que 6 à 8 % de la population générale du Sénégal. Ils sont aussi majoritaires à Karabane, cependant des Wolofs, des Lébous, des Sérères — notamment des pêcheurs niominka — et des Manjaques vivent également sur l'île, parfois venus de Saint-Louis ou de Gorée au moment de la colonisation (pour les premiers groupes). Deux communautés originaires de pays limitrophes, l'une de Guinée — les Soussous —, l'autre de Guinée-Bissau sont en outre installées de l'autre côté de l'île, à bonne distance du village. Enfin il faut y ajouter les travailleurs saisonniers venus pour la pêche : Ghanéens, Guinéens ou Gambiens.
La population autochtone était animiste à l'origine, mais si ces valeurs ancestrales survivent — les bois sacrés et les fétiches, ces « icônes de la culture casamançaise » —, elles ont néanmoins perdu du terrain au profit des religions monothéistes, le catholicisme et l'islam, d'importance numérique comparable à Karabane. Le recensement de 1988, qui faisait état de 94 % de musulmans pour l'ensemble de la population sénégalaise, avançait une proportion de 26,5 % pour le département d'Oussouye dont dépend Karabane. Il s'agit cependant d'un département essentiellement rural, alors que Karabane, de par son histoire, a connu un brassage ethnique plus important. Dès le XIXe siècle, l'islam s'y était propagé par l'intermédiaire des pêcheurs wolofs et sérères, mais l'administration coloniale avait aussi amené avec elle depuis Dakar divers personnels, tels que des traducteurs, des guides ou des secrétaires, qui étaient souvent musulmans. Dans l'intervalle, l'arrivée de pêcheurs étrangers, appartenant à des communautés fortement islamisées, a encore accentué cette évolution.

### Éducation et santé

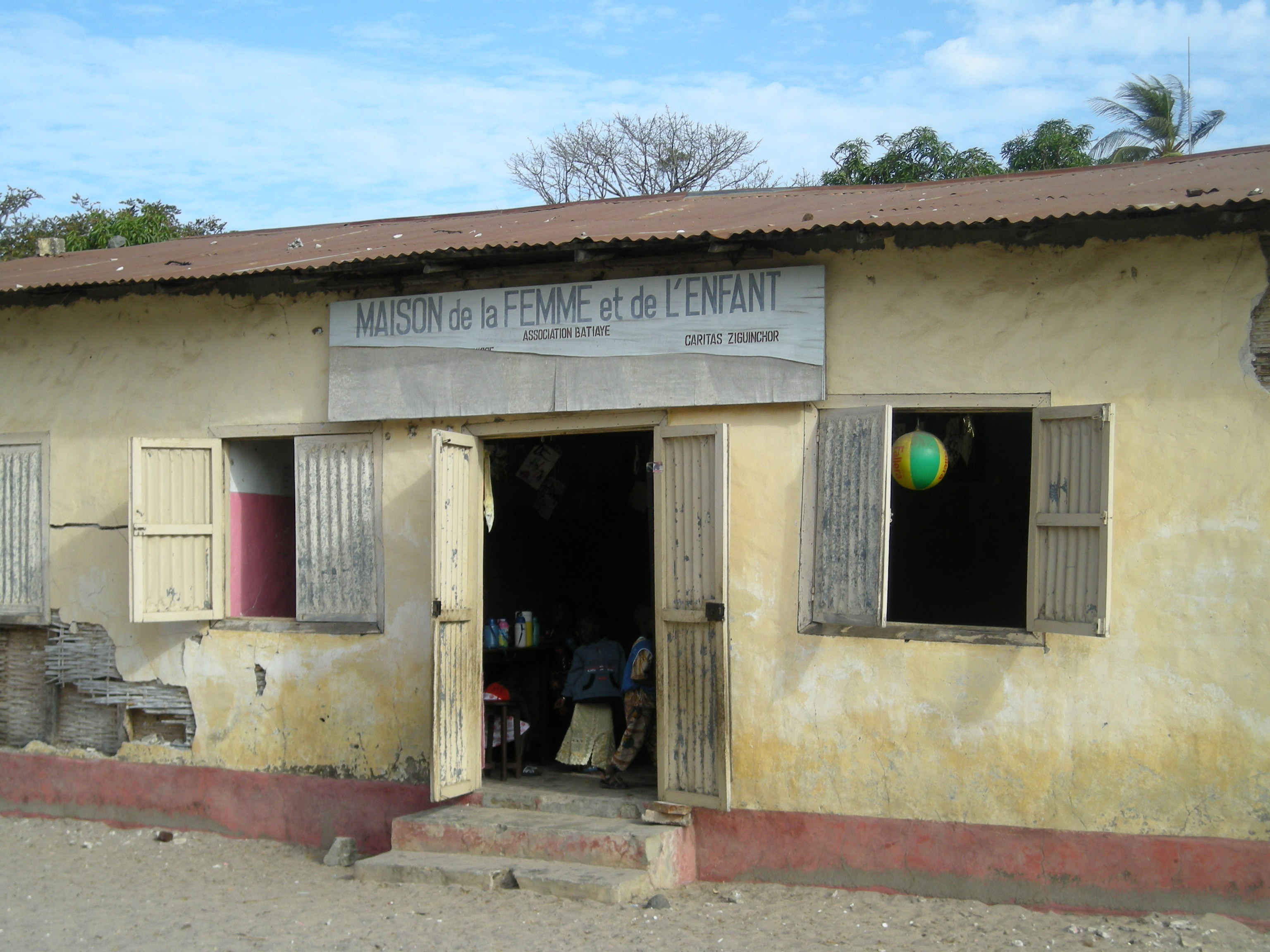
L'école maternelle

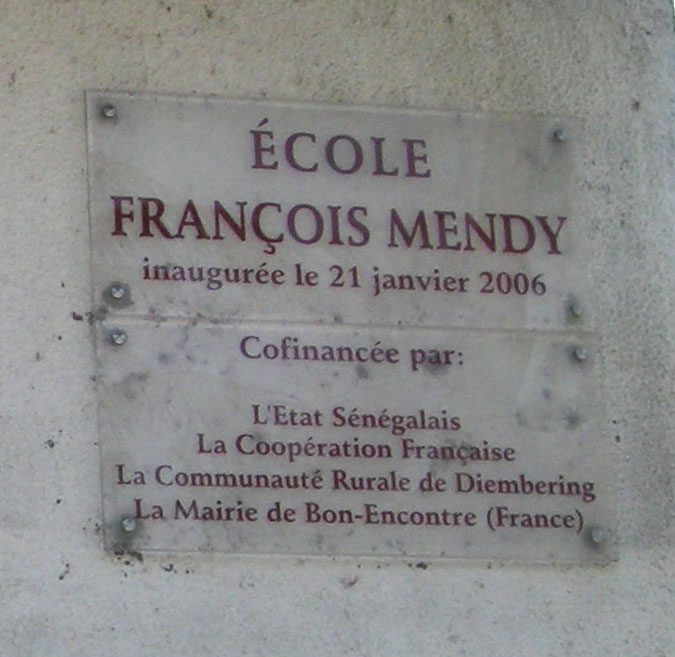
Une école primaire de six classes

Fondée en 1892, l'école de Karabane est l'une des premières de la région. Elle accueille d'abord les garçons puis, en 1898, trois religieuses indigènes appartenant à la congrégation des Filles du Saint-Cœur de Marie ouvrent dans une case provisoire une école pour les filles, qui compte bientôt une soixantaine d'élèves.
Une description des infrastructures scolaires de la région en 1900 révèle que l'école des garçons de Karabane était ouverte de décembre à août de chaque année, et que les vacances couraient de septembre à novembre, par suite de la nécessité où se trouvaient les parents, à cette période, de se rendre avec leurs enfants dans les champs pour la culture du riz. En 1903, alors que Karabane a perdu son statut de capitale, puis de résidence administrative cette fois au profit d'Oussouye, l'école accueille encore 63 garçons et 102 filles. En 1914 elle compte, comme Bignona, 56 garçons et 26 filles.
Aujourd'hui la localité est dotée d'une nouvelle école primaire, l'école François Mendy, inaugurée le 21 janvier 2006 et qui accueille six classes. Le taux d'alphabétisation s'élève à 90 % environ. Les élèves poursuivent leurs études au CEM (Collège d'enseignement moyen) d'Elinkine, voire au lycée Aline Sitoé Diatta d'Oussouye, puis à Dakar ou Ziguinchor qui dispose maintenant de sa propre université. L'école maternelle est hébergée dans une maison communautaire, dite « Maison de la femme et de l'enfant », créée en 1988 sous l'égide de Caritas Ziguinchor. Depuis octobre 2014, les élèves peuvent intégrer le nouveau CEM réalisé à Karabane dans des locaux réhabilités avec le soutien financier du Comité de Jumelage de BON-ENCONTRE (France). 67 élèves de 6e et 5e ont effectué leur année scolaire 2014-2015 au CEM et pouvaient bénéficier de la restauration scolaire.

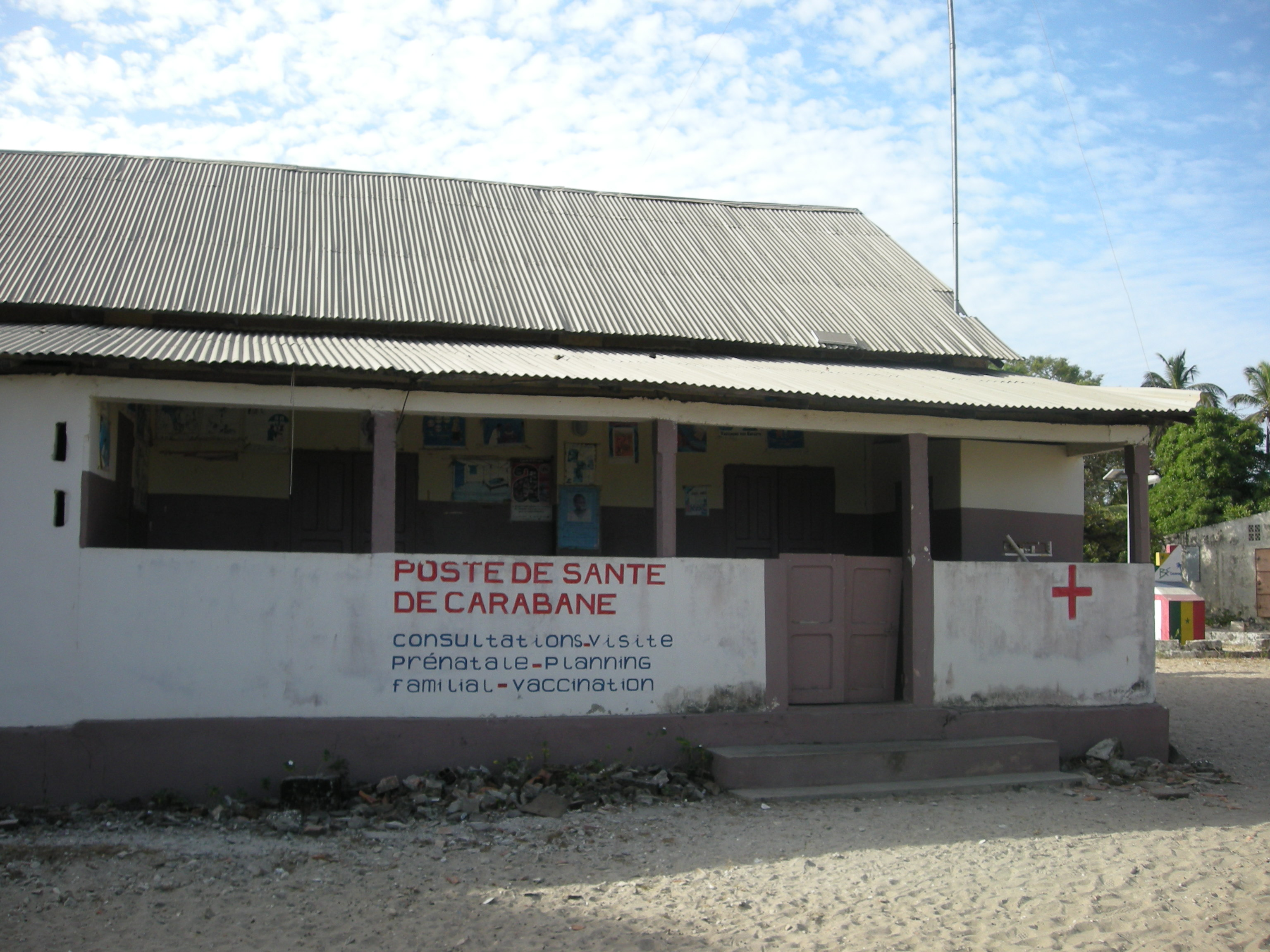
Le poste de santé

En 1895, un arrêté avait déjà créé un poste médical à Karabane, mais il avait été supprimé dès l'année suivante. En 1898, les Filles du Saint-Cœur de Marie ouvrent un dispensaire, en même temps que l'école de filles.
Aujourd'hui la localité est dotée d'un poste de santé, rattaché au district d'Oussouye et à la région médicale de Ziguinchor. On y assure notamment les vaccinations, les consultations de planning familial ou encore les visites prénatales. Elle possède aussi une maternité inaugurée en 1991 et ornée d'une fresque de Malang Badji, l'un des artistes les plus connus de la région.
La thèse soutenue en 2003, La part de l'autre : une aventure humaine en terre Diola, rend compte des problèmes quotidiens et du contexte général dans lequel s'inscrivent les enjeux sanitaires à Karabane.
En particulier, la situation de l'île ne facilite pas l'accès à des soins plus lourds ou plus urgents. La pirogue-ambulance financée par le Conseil régional constitue alors l'ultime recours.

## Économie
Les témoignages des explorateurs et des administrateurs coloniaux montrent que Karabane a longtemps vécu de la riziculture, de la pêche et du commerce, sans oublier la récolte du vin de palme, toujours si apprécié. L'île a connu le déclin au XXe siècle, lorsque Ziguinchor s'est affirmée comme capitale régionale. Puis elle a été affectée par les conséquences économiques du conflit en Casamance et le drame du Joola. Désormais la vente de produits locaux dans la capitale nécessite une véritable expédition, d'abord en pirogue puis en taxi-brousse, pour une durée totale comprise entre 9 et 12 heures. Aujourd'hui Karabane cherche un nouveau souffle, notamment à travers une relance du tourisme.

### Transports et énergie
Pour le colonisateur, la position de Karabane à l'entrée du fleuve constituait un indéniable atout. Aujourd'hui, en termes d'enjeux commerciaux et touristiques, sa situation est le premier de ses handicaps, surtout depuis sa coupure du reste du pays par l'enclave gambienne et la suppression de l'escale après le naufrage du Joola.

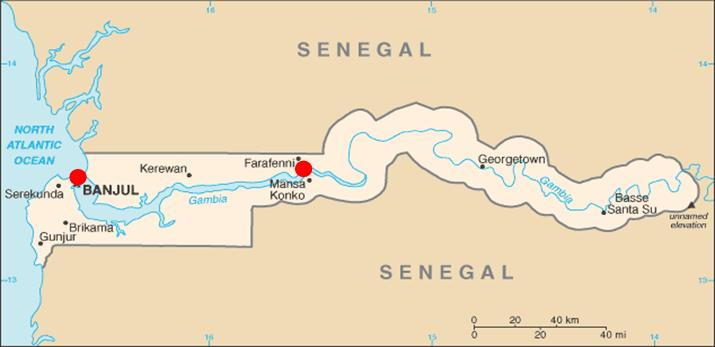
Points de traversée de la Gambie : Banjul ou Farafenni

Faute de liaison maritime directe pour le moment, le voyageur en provenance de Dakar a donc le choix entre plusieurs moyens de transport pour se rendre en Basse-Casamance. Des routes nationales permettent de rallier Ziguinchor, en descendant par la N1 jusqu’à Kaolack. Puis, pour traverser la Gambie — le pays, mais aussi le fleuve Gambie —, il est possible d’emprunter la N4 qui, via Nioro du Rip, mène au bac de Farafenni, ou, plus à l’ouest, la N5 qui franchit le fleuve à Banjul. Les deux voies se rejoignent à Bignona, avant la descente vers Ziguinchor. Cependant la circulation reste interdite sur la N4 et la N5 entre 19 h et 10 h du matin et, en 2008, le Ministère des Affaires étrangères français déconseille toujours formellement cet itinéraire, en raison d’incidents sporadiques et d’opérations de déminage toujours en cours. Il recommande d’emprunter l’avion pour atterrir à l'aéroport de Ziguinchor ou à celui de Cap Skirring – mais cette option n'est pas accessible à tous –, ou encore le bateau pour l’une de ces destinations. Il reste cependant à rallier Karabane, comme on l'a vu plus haut.

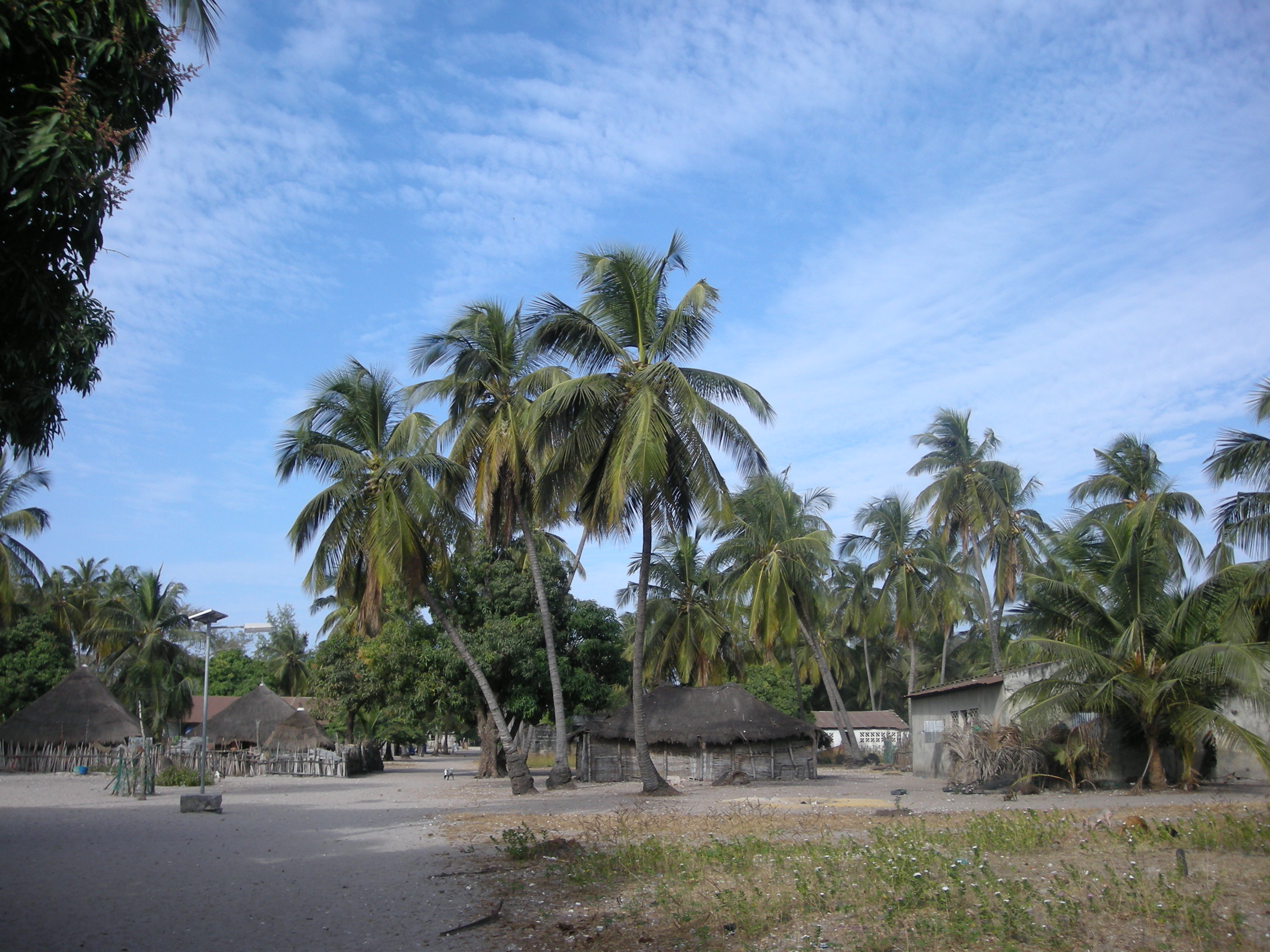
Éclairage solaire pour les larges allées héritées du plan d'origine

Par bateau, la distance Dakar-Karabane est de 143 milles marins. Celle de Karabane à Ziguinchor est de 30 milles. Avant le lancement du Joola, d'autres bateaux, généralement vétustes, se sont succédé : d'abord le Cap Skirring, puis le Casamance-Express et enfin Île de Karabane. En janvier 1991 un ferry flambant neuf est mis en circulation. Comme ses prédécesseurs, il relie Dakar à Ziguinchor, s'arrête près de Karabane où des pirogues permettent de rejoindre l'île. De fait c'est quelques heures après cette escale où près de 180 passagers supplémentaires avaient embarqué sur un bateau déjà surchargé que le Joola a sombré le 26 septembre 2002. Pour des raisons de sécurité, le bateau qui lui a succédé, le Wilis, a dû renoncer à cette escale au grand dam des habitants. Les touristes se font plus rares depuis et les habitants doivent parfois prendre le chemin de l'exil vers Dakar ou Ziguinchor. Des aménagements significatifs seraient nécessaires pour que le Aline Sitoé Diatta — qui a remplacé le Wilis en mars 2008 — puisse y faire escale. Un nouveau ponton d'accostage, construit par le groupe français Eiffage, a été inauguré le 6 juillet 2013.
Début 2008, l'île n'était pas dotée d'un réseau électrique. L'éclairage public a recours à l'énergie solaire. Les hôtels et certaines habitations utilisent des groupes électrogènes. Cette pénurie n'est pas dénuée d'avantages : malgré les larges allées prévues dans le plan d'origine, nulle voiture ne trouble la quiétude du lieu. Un nouveau ponton moderne (béton et acier) est en service depuis 2013, il permet l'accostage du bateau reliant Dakar à Ziguinchor ainsi que l'accostage des pirogues en provenance des alentours (îles, etc.) dont Elinkine (petit transit de marchandises).

### Agriculture et pêche

#### Riziculture

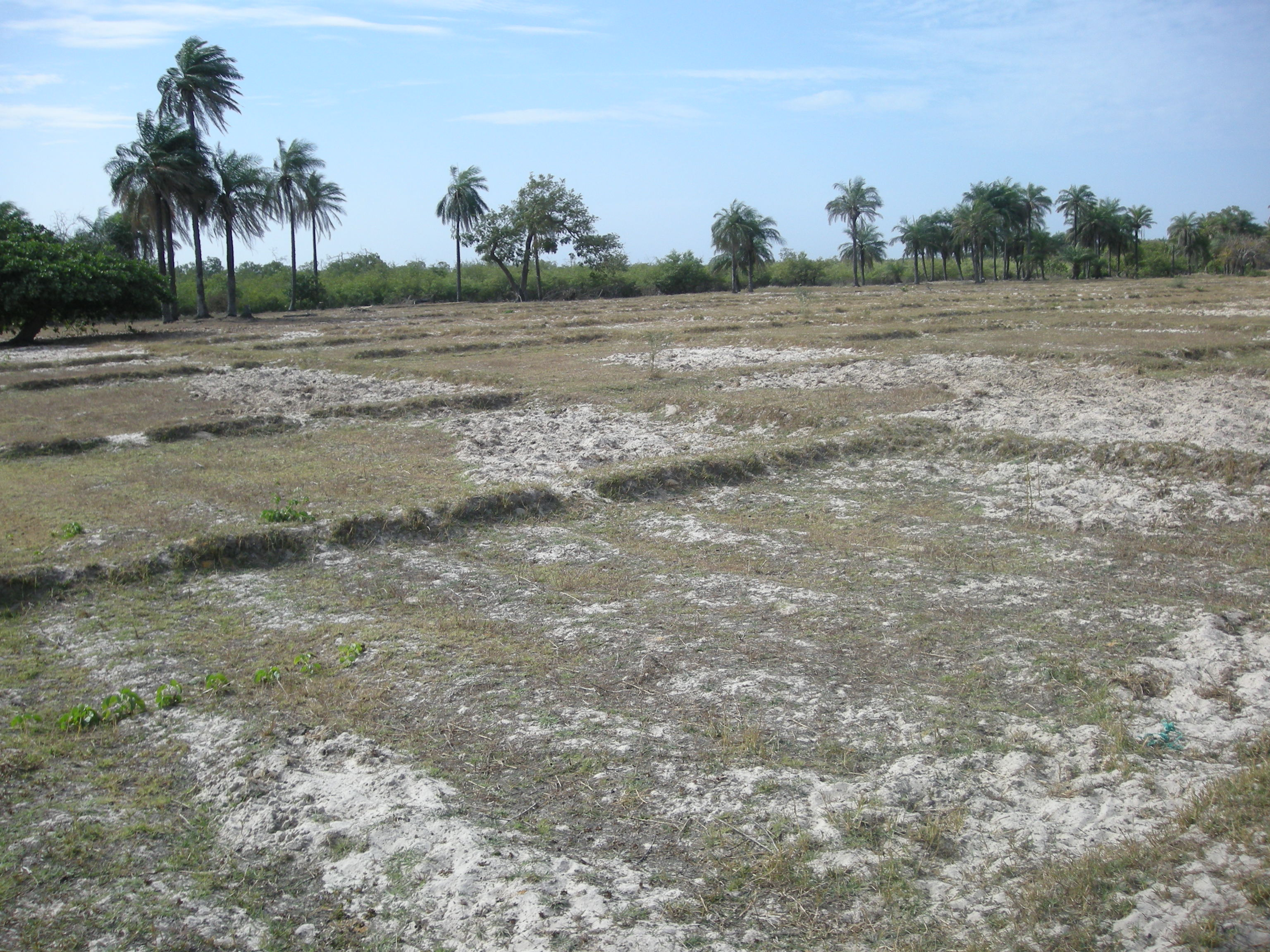
Damier des rizières après la récolte.

En Basse-Casamance, la riziculture rythme la vie de la population et joue un rôle central, tant sur le plan économique que religieux. Les Diolas — qui constituent 80 à 90 % de la population de Basse Casamance — sont en effet « les détenteurs d’une authentique civilisation du riz ». Dès la fin du XVe siècle les premiers navigateurs portugais ont décrit des techniques élaborées proches de celles d’aujourd’hui, notamment en ce qui concerne l’inondation et le repiquage. Seules les variétés de riz cultivées ont changé.

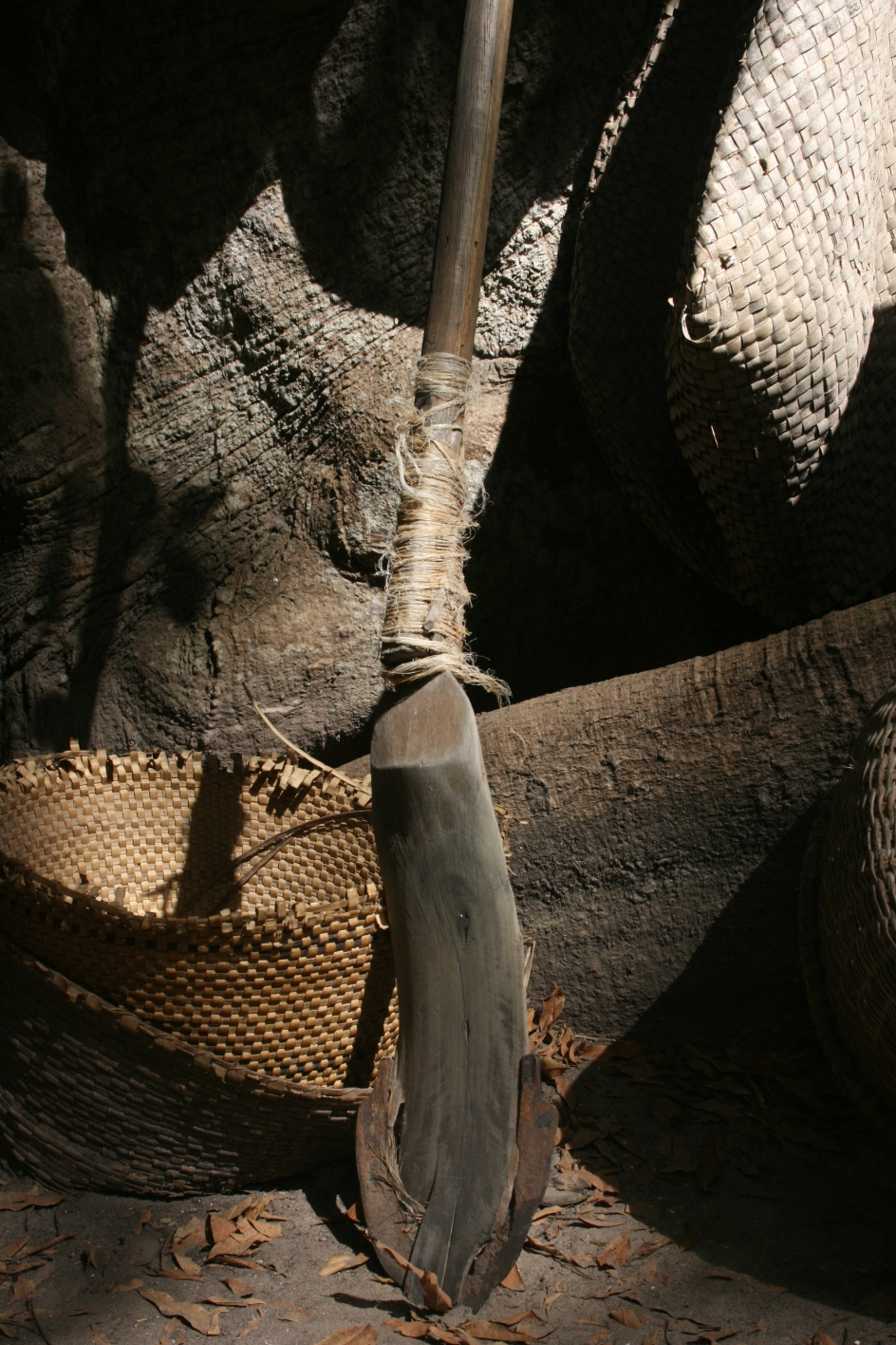
Partie basse d'un kayendo.

L’outil de base reste le kayendo, une sorte de bêche ou pelle en bois de 40 à 70 centimètres environ, cerclée d’une lame en fer forgé très tranchante et emboîtée dans long manche rectiligne et cylindrique
. Les deux pièces sont reliées par des lanières arrachées aux feuilles de rônier. L’ensemble est confectionné dans un bois très dur et mesure de 2 à 2,5 mètres. Le kayendo est surtout utilisé pour labourer les rizières, mais connaît aussi d’autres usages, comme les travaux de terrassement ou de construction. Le défrichage et les labours sont assurés par les hommes, tandis que les femmes sèment, repiquent les plants, procèdent au désherbage, puis récoltent le riz entre octobre et janvier.

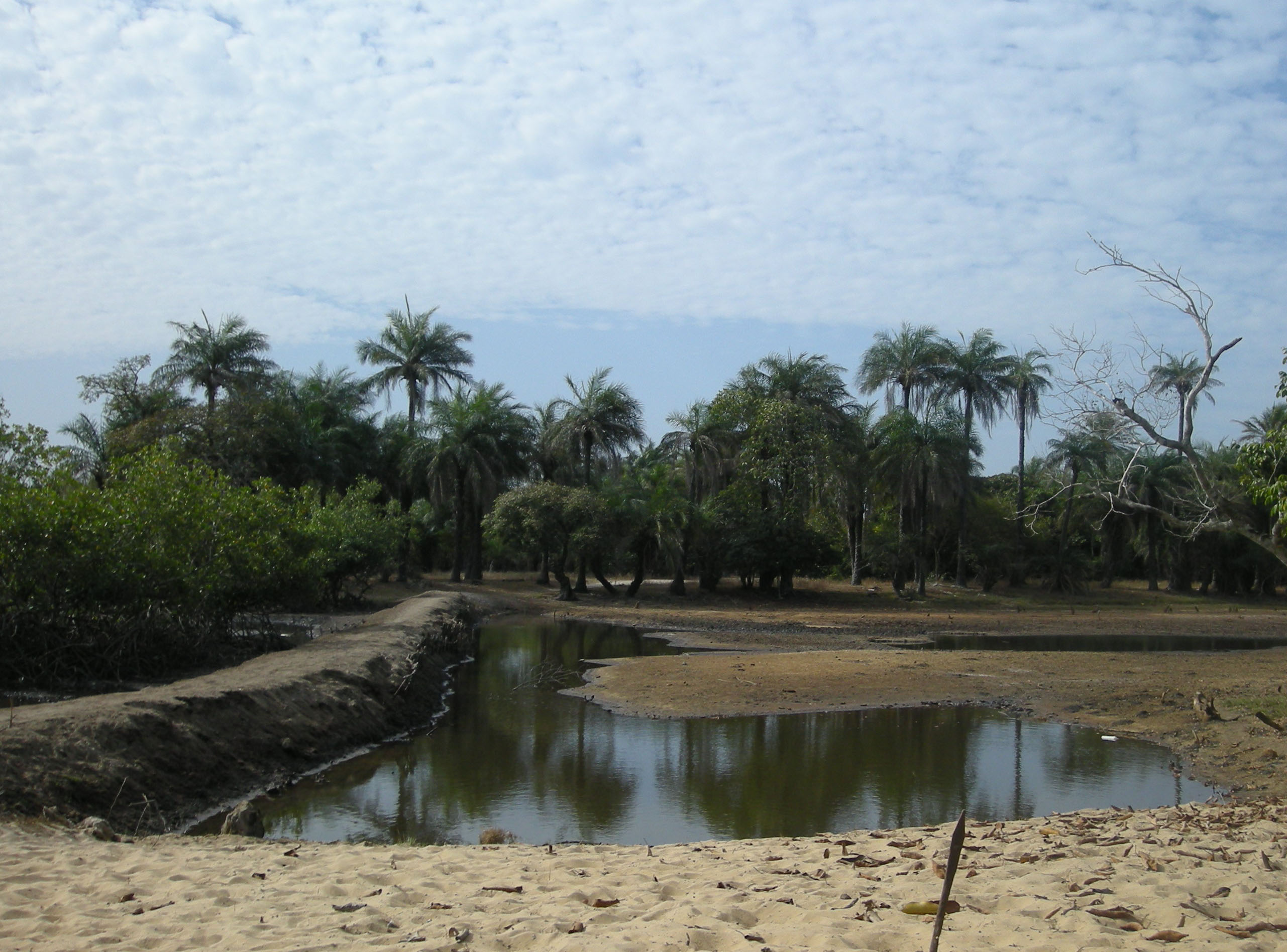
Petite digue près du cimetière.

Le damier régulier des parcelles modèle le paysage, verdoyant pendant la saison des pluies, plus austère après la récolte. Il existe différents types de rizières, notamment en fonction des sols et de leur situation
. Lorsque la mangrove est très présente, comme à Karabane, les rizières qui occupent ces espaces doivent être protégées de l’eau salée des bolongs, qui débordent lors des grandes marées. Il faut donc construire des digues, creuser des fossés et aménager des bassins. Les  poissons et les crevettes qui s’y développent seront pêchés à la fin de l’hivernage, au moment du vidage des bassins. Les parcelles ainsi mises à l’abri des inondations sont défrichées et labourées. Des systèmes de drainage et plusieurs années de patience seront nécessaires pour que la mise en culture du sol, enfin dessalé, puisse être envisagée.
Pratiquée en Basse-Casamance depuis des siècles, la riziculture a connu des difficultés dès la fin des années 1960. Productivité et production de riz ont décliné en raison des départs de travailleurs vers la ville, même s’ils continuent de soutenir leur communauté, puis la sécheresse des années 1970 a encore aggravé la situation.
D’autres cultures sont pratiquées à Karabane, telles que le mil ou les cultures maraîchères, auxquelles s’ajoutent de petits élevages d’animaux de basse-cour ou de porcs, généralement laissés en liberté, et dont la présence s’explique par la présence de longue date d'une forte communauté chrétienne.

#### Huile de palme et vin de palme

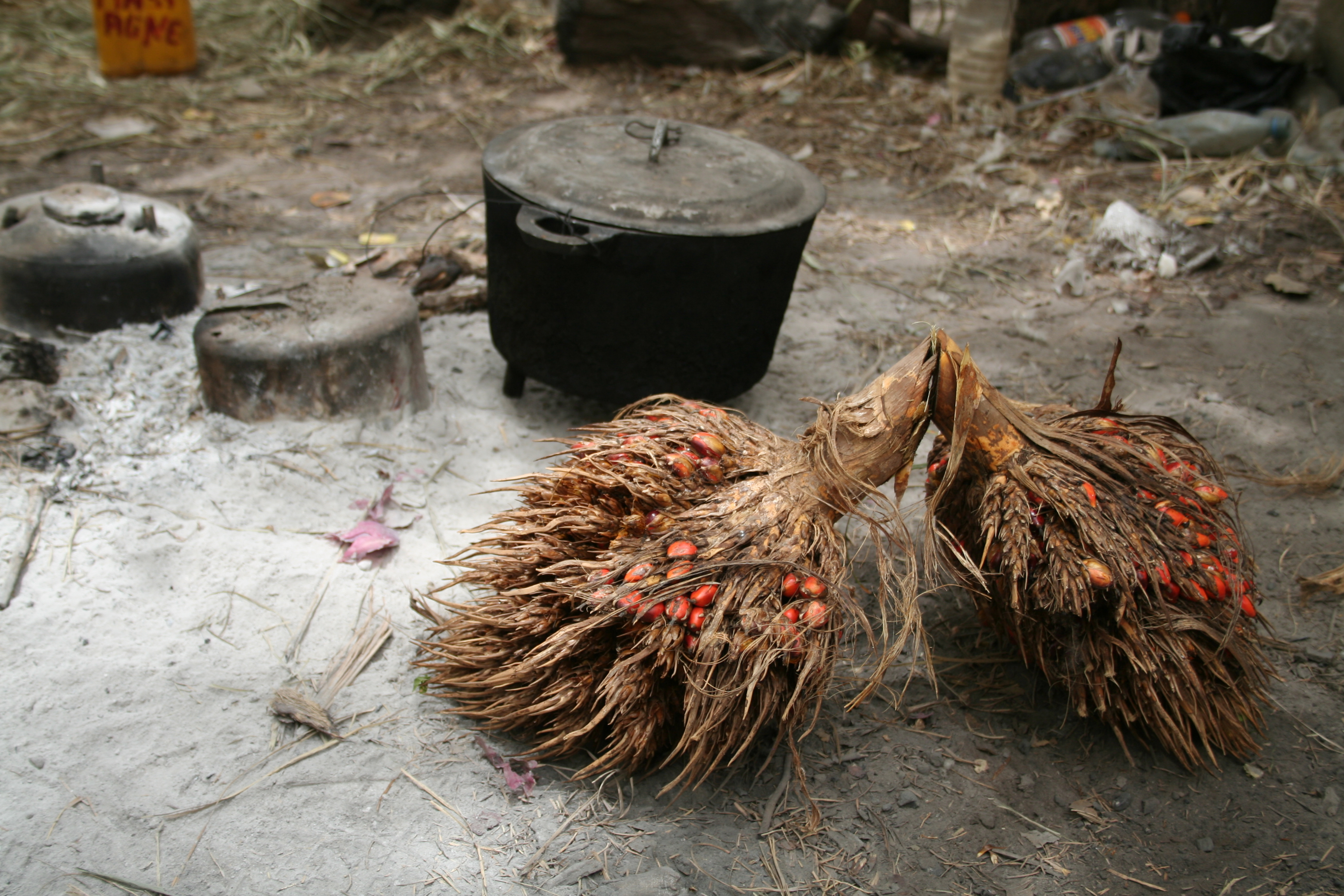
Fruits de palmier en grappes.

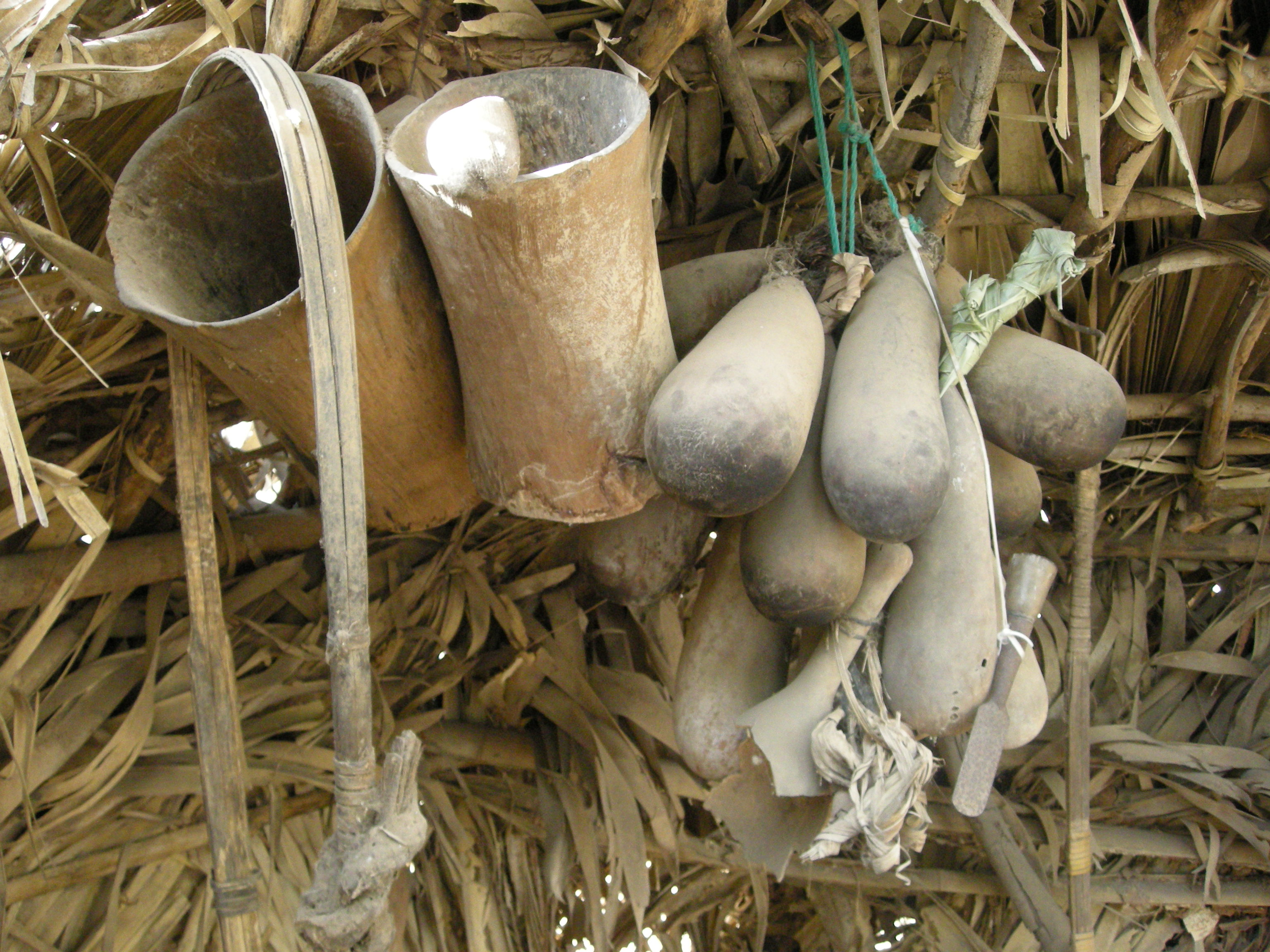
Équipement pour la récolte du vin de palme.

Parmi les activités agricoles complémentaires, pratiquées pendant la saison sèche qui suspend les travaux dans les rizières, les plus traditionnelles sont celles liées à l’exploitation du palmier à huile (Elaeis guineensis) qui fournit deux produits très appréciés dans la région, l’huile et le vin.
L’huile de palme est un ingrédient essentiel de la cuisine locale. Condiment conservé avec soin, elle relève le riz ordinaire les jours de fête. Elle provient des fruits qui se présentent sous forme de grappes cueillies à maturité par les hommes, puis égrenées, mises à sécher, pilées dans un mortier et bouillies par les femmes.
Le vin de palme, connu sous le nom de bunuk (ou bounouk) en diola, est une boisson alcoolisée, mais pas un vin stricto sensu, puisqu’il n’est pas issu de la vigne, mais de la fermentation naturelle de la sève de palmier. L'islamisation tardive et partielle de la région n'a pas remis en cause sa consommation. La collecte du bunuk est pratiquée exclusivement par les hommes. Retenu par une sangle, le récolteur grimpe jusqu’à la cime de l’arbre, coupe le bourgeon et y fixe une sorte d’entonnoir qui permet au liquide de couler goutte à goutte dans une calebasse de forme allongée ou, de nos, jours, dans une bouteille. La teneur en alcool du vin de palme évolue au cours de la journée. On le consomme en grandes quantités au quotidien, mais aussi lors de banquets ou de cérémonies dédiées aux fétiches. Il peut aussi être échangé contre du riz ou vendu en ville. Nombre de proverbes diolas  attestent de la grande popularité de cette boisson, par exemple Bunuk abajut birto (« Avec le vin de palme, on ne se lève pas ») ou Ulako, kumusaet jígabulaju (« Assieds-toi, ne fais pas tarir le palmier »).

#### Ressources halieutiques
La proximité du fleuve et de l’océan suggère une place privilégiée de la pêche et des activités connexes. Pourtant les populations autochtones, fondamentalement terriennes, se sont longtemps contenté de subvenir à leurs besoins quotidiens en pratiquant une pêche artisanale, fortement déterminée par le calendrier rizicole, souvent pratiquée avec des pirogues légères taillées dans le tronc d'un fromager et à l’aide de nasses, de filets, de paniers ou de palissades.
Au début du XXe siècle des pêcheurs expérimentés venus d’autres régions du Sénégal, mais aussi du Mali, de la Guinée et du Ghana ont développé la pêche en haute mer et introduit de nouveaux engins.

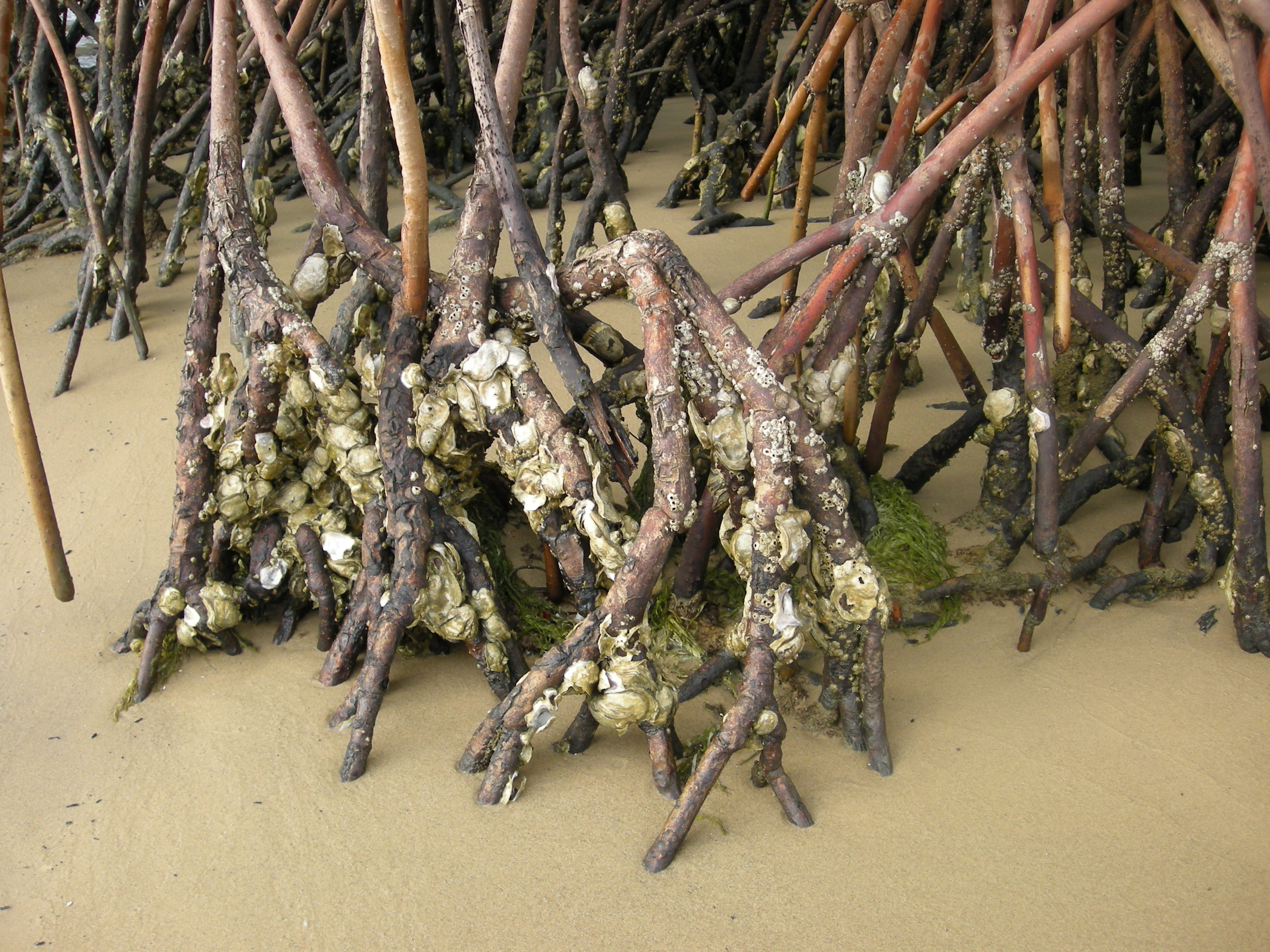
Huîtres de palétuviers.

La  cueillette de fruits de mer, notamment d’huîtres, est une autre activité ancestrale toujours pratiquée en Casamance, qui est l’une des trois régions productrices d’huîtres du Sénégal, avec la Petite-Côte et le Sine-Saloum. Les huîtres se développent sur les racines des palétuviers découvertes à marée basse. Elles sont cueillies pendant la saison sèche, principalement par les femmes, qui contrôlent, de la récolte à la distribution, une activité qui ne nécessite guère d’investissement en dehors des déplacements et qui leur assure une certaine autonomie financière. Les huîtres occupent une place importante dans la consommation familiale. Riches en oligo-éléments et en vitamine C, elles sont, chez les Diolas, la deuxième source de protéines animales après le poisson, devançant le poulet et le porc. Elles sont volontiers associées au riz, base de l’alimentation traditionnelle, voire le remplacent, en cas de pénurie. Localement on les consomme bouillies ou grillées au feu de bois, accompagnées d’une sauce relevée. Lorsqu’elles ont été décortiquées et séchées au soleil ou fumées, elles sont vendues dans la région ou conservées, éventuellement durant quelques mois. Dans certains villages — dont Karabane — elles sont parfois gardées vivantes, pendant plusieurs semaines, avant d’être transportées sur les marchés. Outre leurs qualités nutritives, les huîtres constituent aussi une source de revenus appréciable. Karabane se trouvant au centre de la zone de cueillette, c’est l’une des raisons pour lesquelles cette escale revêt une importance stratégique. Autrefois les huîtres étaient écoulées plus  facilement, jusqu’à Dakar, au sein de la communauté diola qui y vit. Elles sont vendues par les cueilleuses elles-mêmes ou par les marchandes ambulantes, que l'on appelle bana-bana.
Les crustacés de la mangrove (crabes violonistes, crevettes) occupent également une place significative dans l’économie locale. Alors que l'espace sénégambien abrite un grand nombre d'espèces de crevettes, en Casamance seule la famille des Penaeidae est présente. On capture surtout des Farfantepenaeus notialis. Elles sont pêchées ou piégées de façon assez artisanale par les hommes, les femmes ou les enfants. Traditionnelle, cette pêche crevettière s'est développée dans les années 1960, à la suite de l’implantation d’unités industrielles européennes. Des pêcheurs locaux se sont reconvertis, d’autres sont arrivés. Cependant une étude de 2005 met en évidence la dégradation généralisée de la ressource crevettière dans la région, liée à de multiples facteurs tels que la baisse de la pluviométrie, la sursalinisation de l'estuaire et une recherche du gain mal maîtrisée. À la dégradation de la mangrove se sont ajoutés les troubles dans la région et une règlementation inadaptée, puis la fermeture en 2003 d'un important complexe industriel à Ziguinchor, qui employait plus de 2 000 personnes.
Groupées en coopératives ou en associations, les femmes jouent un rôle de premier plan dans l'économie insulaire. Notamment grâce aux micro-crédits, elles pratiquent des activités dérivées de la pêche telles que le fumage du poisson, la transformation de crevettes, d'huîtres et de coquillages. Comme il n'y a pas d'activité industrielle sur l'île — les plus proches se trouvent à Ziguinchor —, celle-ci doit aussi lutter contre l'exode des jeunes, de moins en moins tentés par la vie rurale, qui partent pendant la saison sèche, reviennent pendant l’hivernage pour aider leurs parents aux travaux des rizières et préparer les cérémonies religieuses, mais tendent à s’installer définitivement dans leur nouveau cadre de vie.

### Quel tourisme?

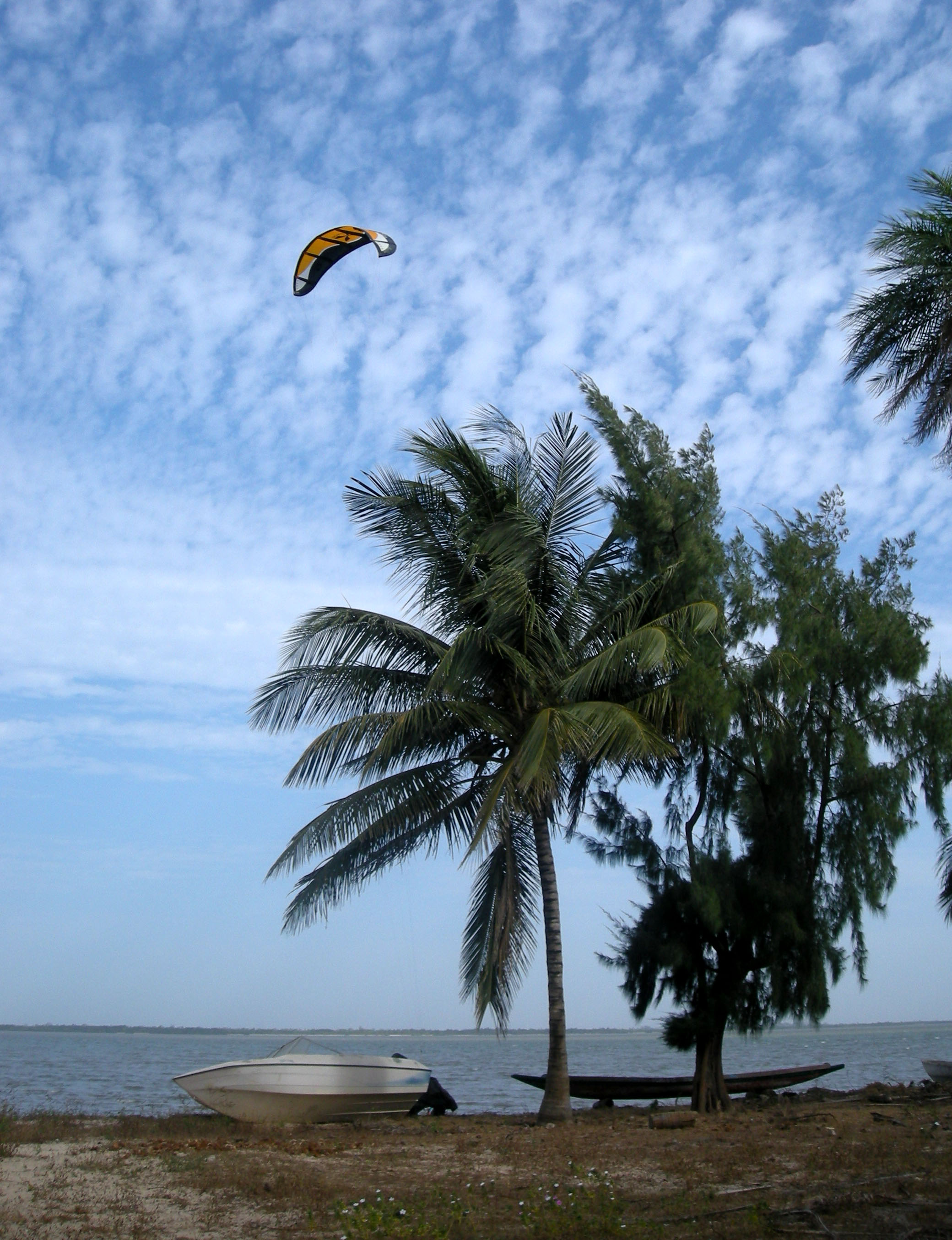
Kitesurf à Karabane

Pays jeune, pionnier en Afrique de l'Ouest, la République du Sénégal a très tôt misé sur le tourisme et, après des débuts prometteurs, l'a inscrit dans les objectifs prioritaires de son 4e Plan économique et social (1973-1977). La Casamance devient alors la principale destination touristique du pays et, déjà décrite au XIXe siècle par le capitaine Brosselard-Faidherbe comme une sorte de « Brésil africain », Karabane semble bien placée pour attirer les visiteurs en mal d'exotisme, amateurs de plages de sable et de kitesurf.

Pourtant une polémique nationale, voire internationale, oppose bientôt ceux qui envisagent le tourisme comme une véritable panacée pour sortir le pays du sous-développement et ceux qui y voient la forme déguisée d'un nouveau colonialisme. L'idée d'un tourisme alternatif apparaît alors et plusieurs localités de la Basse-Casamance, dont Karabane, sont choisies pour accueillir les premières expériences d'un tourisme rural intégré s'appuyant sur des campements gérés par les villageois eux-mêmes. Au début des années 1970, leur promoteur Christian Saglio – un jeune sociologue français qui dirigera plus tard le Centre culturel français de Dakar – ne doute pas du potentiel de Karabane :
« Je voulais faire de cette île une sorte de Gorée de la Casamance, qui aurait servi de plaque tournante pour les autres campements. On aurait pu aller d'île en île en voilier ou en pirogue. On aurait restauré les vieilles bâtisses à l'ancienne et les lits à baldaquin [...]. D'un côté il y aurait eu l'ethnographie traditionnelle avec les cases d'argile, de l'autre Carabane restaurée comme autrefois. »

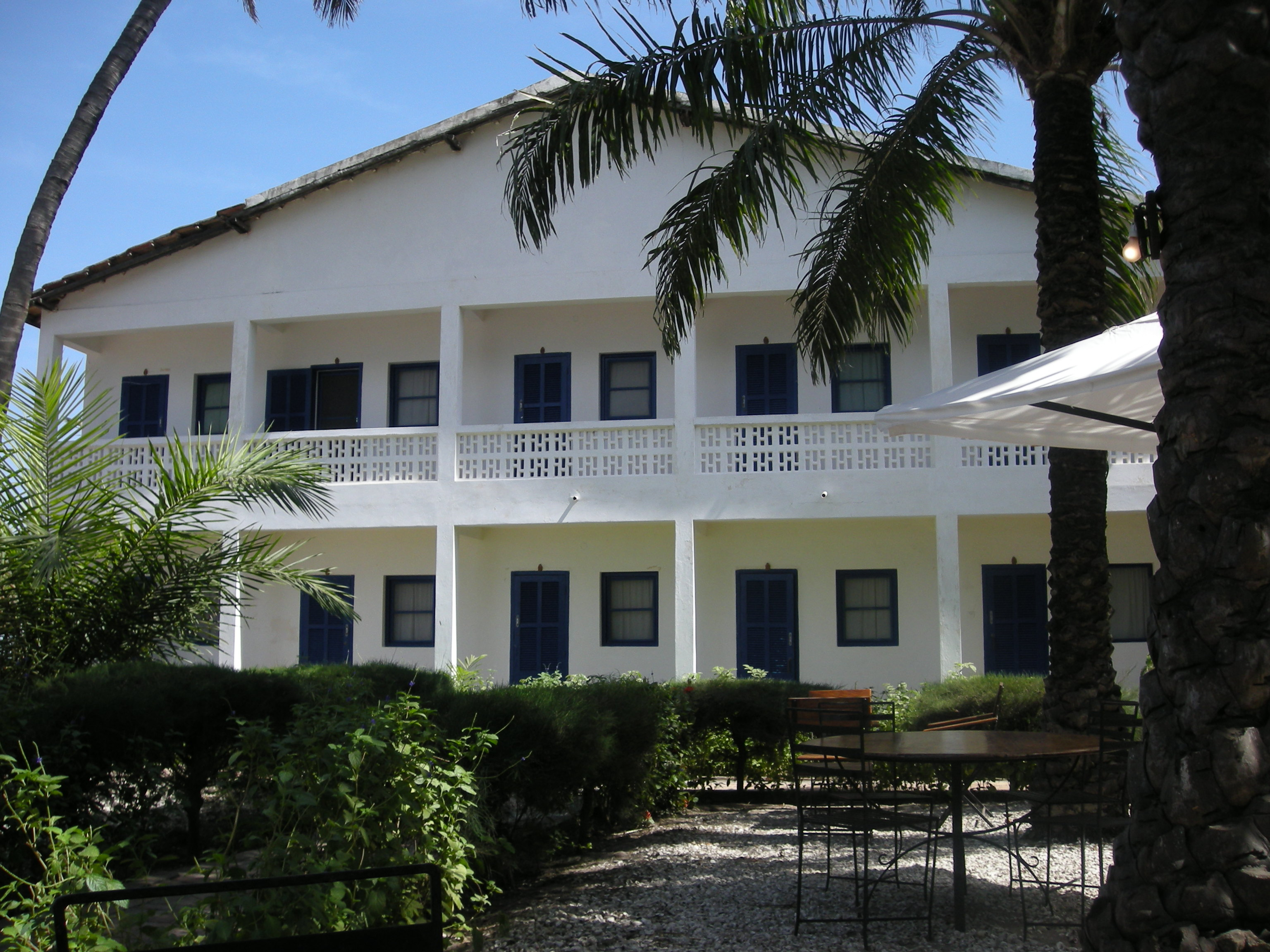
Extension de l'ancienne mission transformée en hôtel

Il sera pourtant déçu, car les négociations sur le terrain, notamment avec le clergé local, n'aboutissent pas. La maison coloniale de la mission catholique est transformée par les religieuses elles-mêmes en un hôtel moderne et fonctionnel, mais dépourvu de romantisme, et le projet est abandonné : les campements prévus seront installés au cours de la décennie dans une dizaine d'autres localités proches. Comment expliquer ce rendez-vous manqué ? Avec Niomoune, Karabane faisait partie des deux premières tentatives dans le cadre de cette démarche innovante. Elles se sont soldées toutes les deux par un échec. Les populations étaient réticentes et le jeune promoteur, encore inexpérimenté, dut « abandonner en partie ses théories ethnographiques, ses convictions occidentales en se mettant attentivement à l'écoute des réalités quotidiennes des villages ».
Puis les troubles dans la région, liés aux revendications indépendantistes d'une partie de la population, détournent les voyageurs de cette destination. La signature du cessez-le-feu en 2004 facilite la reprise des activités, qui ne sont pas pour autant revenues à leur niveau antérieur.
De leur côté les voyagistes continuent de présenter l'île comme un « paradis perdu au cœur de la mangrove », « dont les voyageurs en quête d'authenticité et de dépaysement rêvent de fouler le sol », mais le tourisme de découverte a conquis une certaine place aux côtés de ce traditionnel tourisme balnéaire. C'est ainsi que les visiteurs — venus de France, mais aussi d'Espagne ou d'Italie — combinent volontiers la découverte des cases à impluvium d'Enampore ou celles à étages de Mlomp avec quelques jours de farniente à Karabane. Les amateurs de pêche, sous toutes ses formes, y trouvent également leur compte. Le long de la plage de modestes échoppes proposent objets d'artisanat et vêtements traditionnels, une offre discrète sans commune mesure avec le déploiement commercial de Cap Skirring ou Saly. Malang Badji, à la fois peintre, potier, sculpteur et poète, n'a pas négligé de créer aussi son propre campement.
Dans l'intervalle, désormais sensibilisée à l'intérêt d'une démarche holistique et solidaire, Karabane a adhéré au réseau des écovillages du Sénégal, connu sous le nom de GENSEN (Global Ecovillage Network Senegal).

### Les ressources du patrimoine
Témoins de son passé colonial, on trouve à Karabane de nombreux vestiges historiques comme ceux de la mission catholique construite en 1880 et transformée depuis en hôtel, une imposante église de style breton rénovée totalement en 2017 (inauguration en 2018, activités cultuelles régulières), l'ancienne esclaverie ou encore le cimetière français où le capitaine Protet, frappé d'une flèche empoisonnée, fut enterré debout face à la mer selon ses dernières volontés. Il ne s'agit pas d'Auguste-Léopold Protet – le fondateur de la ville de Dakar – comme le suggèrent certains guides et sites touristiques, mais d'Aristide Protet, capitaine de l'Infanterie de Marine décédé en 1836, comme en témoigne la plaque apposée sur sa tombe, soit plus de vingt ans avant la fondation de la ville.
On peut également apercevoir près de la plage des restes de bâtiments, les vestiges de pontons en bois ou d'un puits, un gros arbre prisonnier de ruines ainsi qu'une immense pièce métallique portant l'inscription CEO Forrester & Co. Vauxhall Foundry. 18 Liverpool S3.
Au Sénégal, le centre de Karabane a été classé sur la liste des sites et monuments historiques en 2003.
Un dossier de candidature pour l'inscription de Karabane sur la liste du patrimoine mondial a été déposé auprès de l'UNESCO le 18 novembre 2005.
Enfin, inspirée par l'exemple de Gorée, Karabane voudrait à son tour rendre hommage aux victimes de l'esclavage et certains projettent un petit musée doté, comme la Maison des Esclaves, d'une « porte sans retour ». Cependant, les recherches en cours ne permettent pas encore d'établir avec certitude le rôle joué par Karabane dans la traite négrière.
Comme Gorée ou Saint-Louis, Karabane fonde beaucoup d'espoirs sur son patrimoine — qui a grand besoin d'être restauré avant que les derniers vestiges ne disparaissent. La question soulevée par l'anthropologue français Louis-Vincent Thomas en 1964, « Faut-il sauver Karabane ? », reste d'actualité. Les populations locales se font plus précises (« Qui pour sauver Diogué-Nikine-Carabane  ? »), et parfois plus pressantes : « Après la paix, ne soyez pas les derniers voyageurs à revenir en Casamance ».

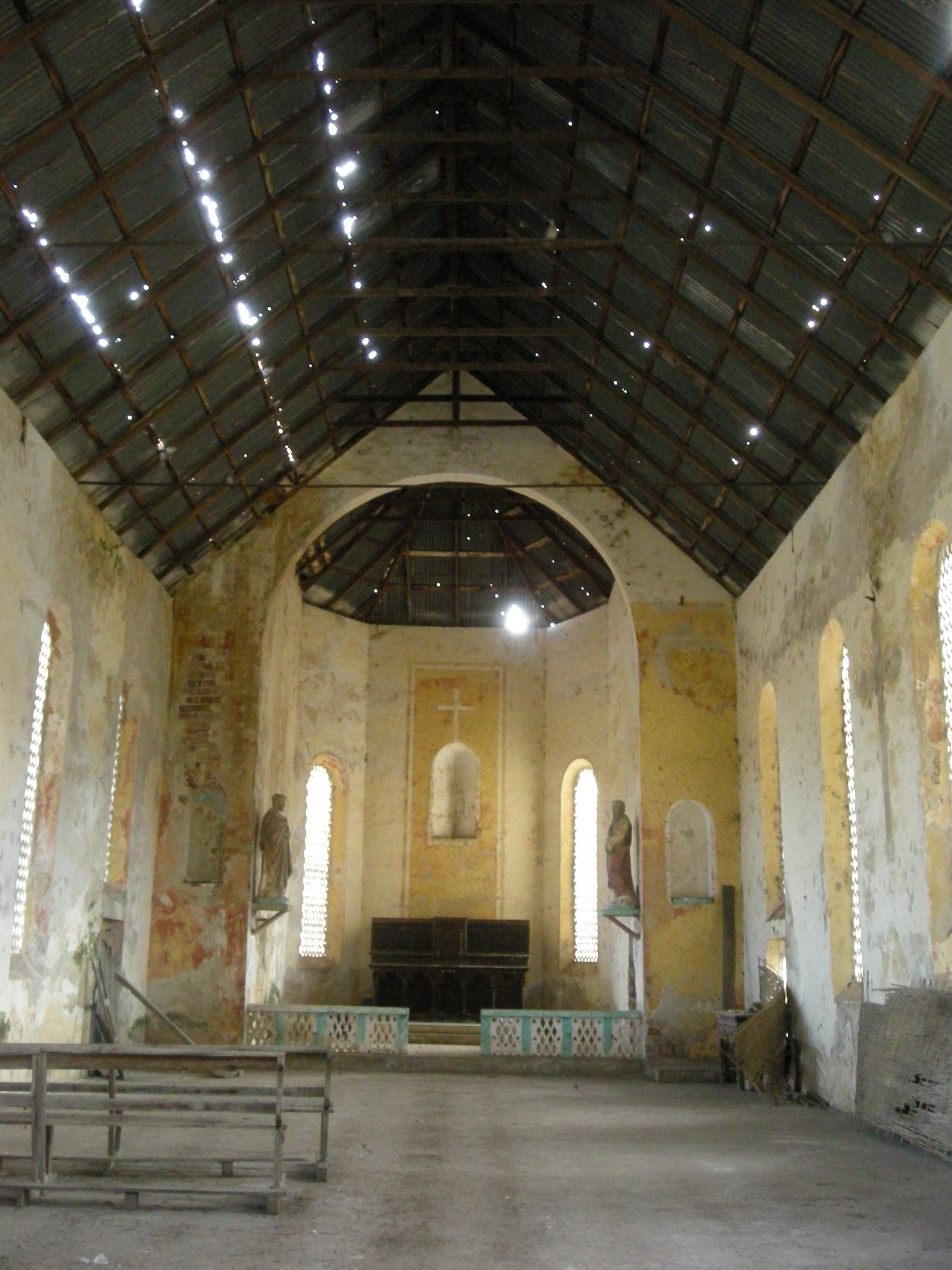
Intérieur de l'église.
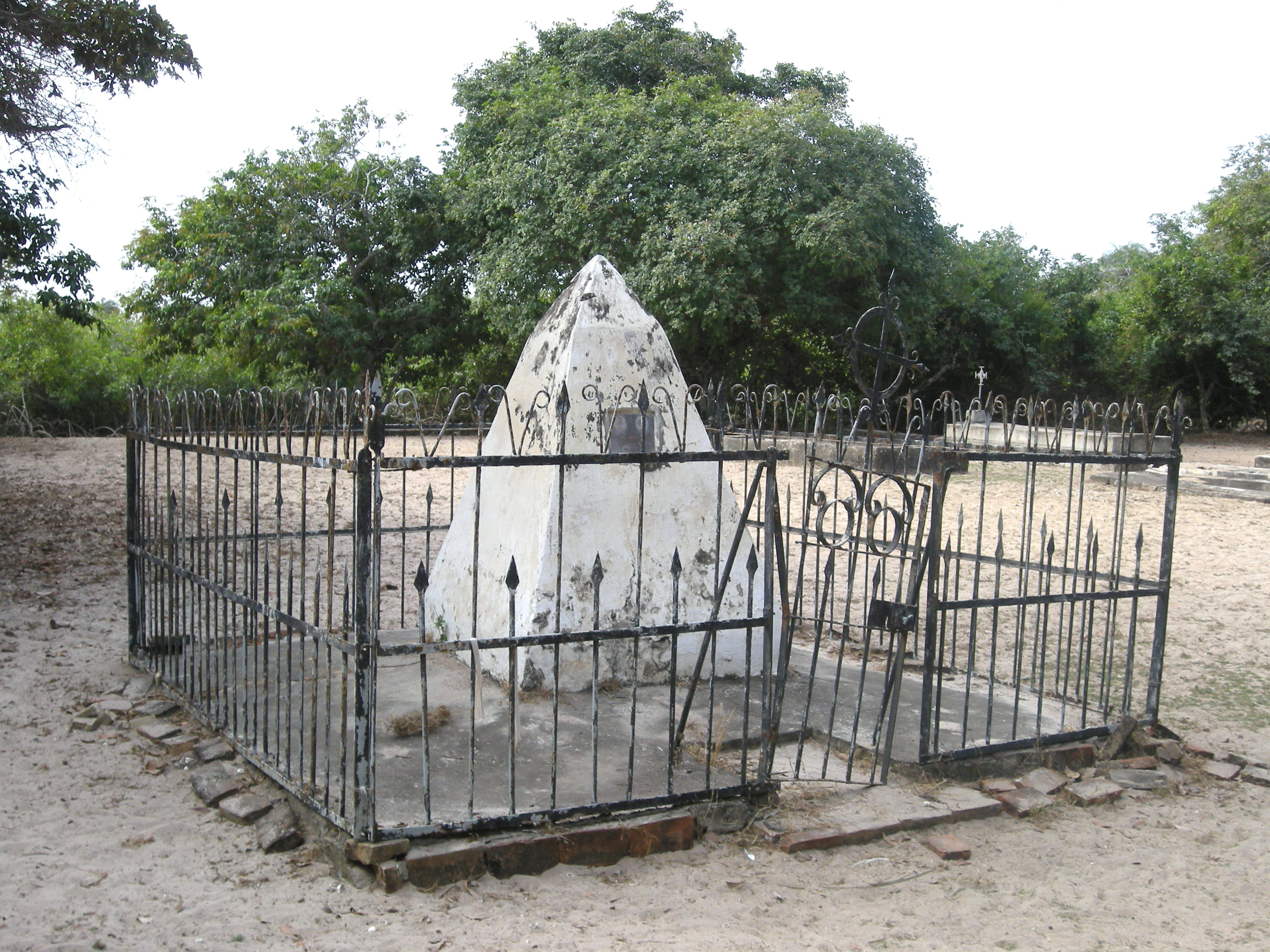
La tombe du capitaine Protet, enterré debout.
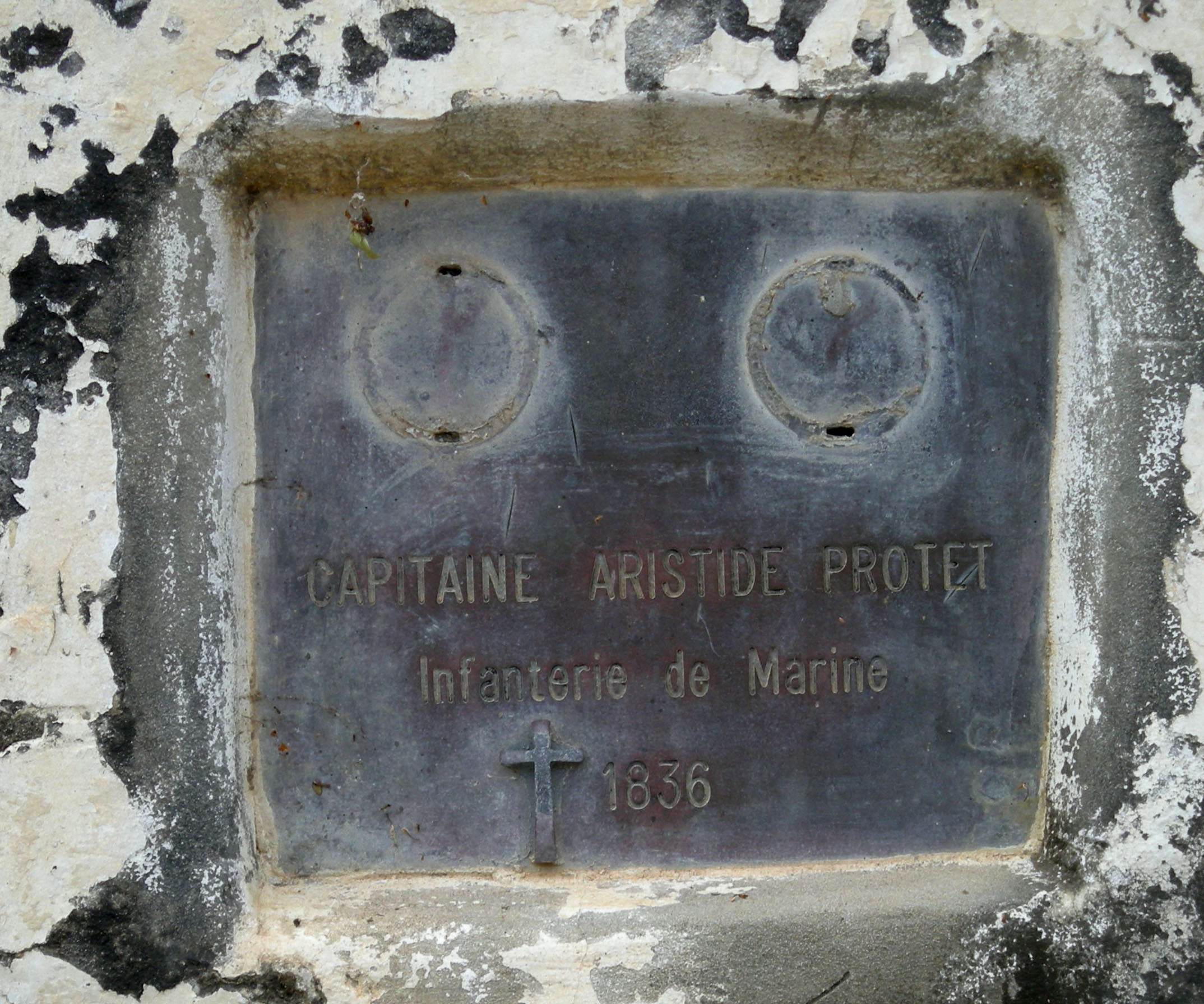
La plaque de la tombe (décès en 1836).
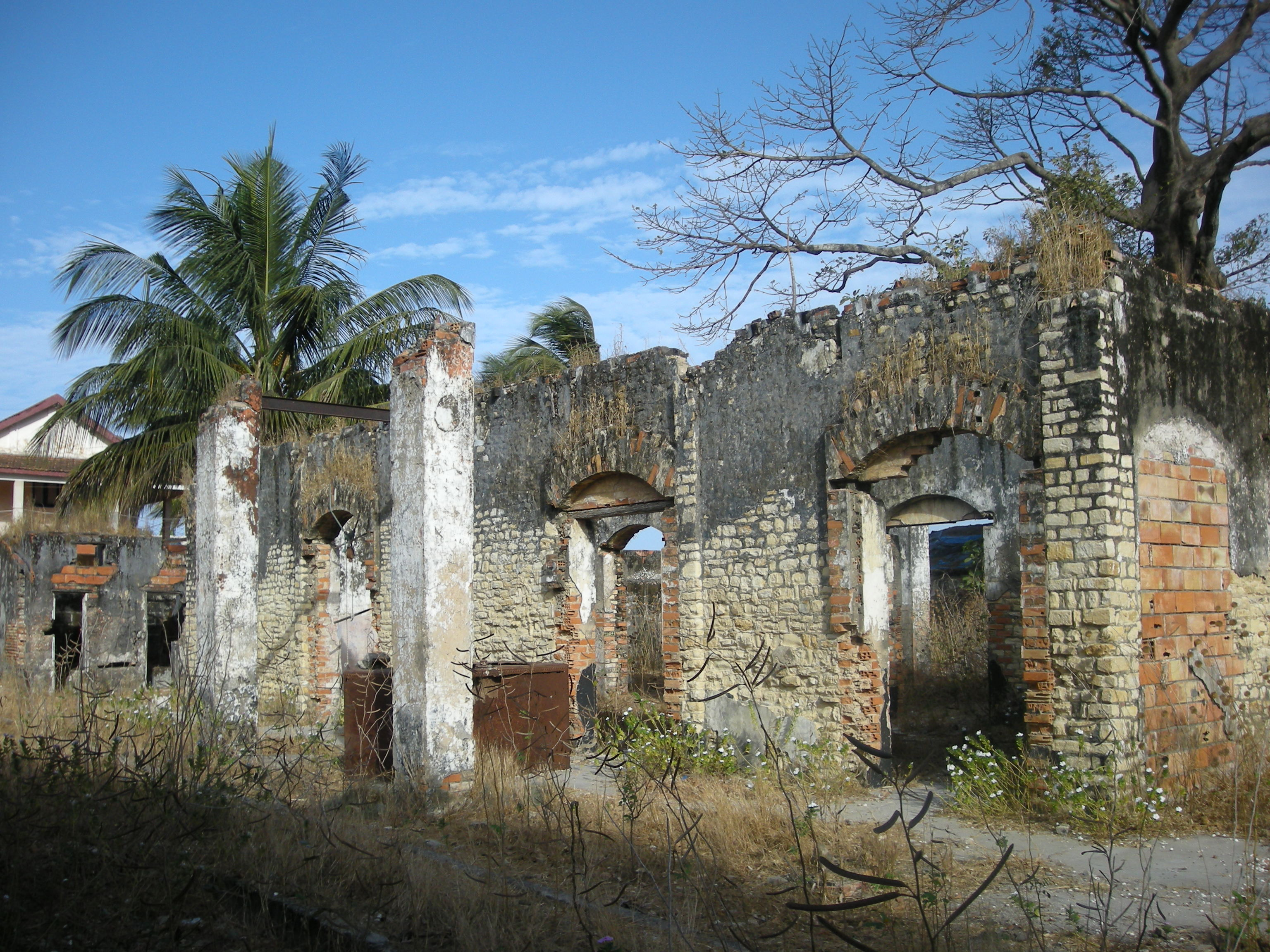
Vestiges de l'ancien comptoir colonial en 2008.

## Jumelage
Bon-Encontre  (France) depuis septembre 1994
Depuis le 22 septembre 1994, l'île de Carabane (Commune de Diembering - Sénégal) est jumelée avec Bon-Encontre, commune faisant partie de l'agglomération agenaise (Lot-et-Garonne – France).
Ce jumelage a pris naissance après le voyage d'un Bon-Encontrais sur l'île de Carabane. A son retour, il raconte son voyage et les liens d'amitié qu'il a noués sur l'île. Des Bon-Encontrais, suivis par la Municipalité, souhaitent alors lancer l'aventure d'un jumelage. Une délégation se déplace au Sénégal en 1996 et 1997, et en 1998, c'est Bon-Encontre qui reçoit une délégation de Carabane pour officialiser ce nouveau partenariat.
Depuis cette date, des Bon-Encontrais se rendent régulièrement sur Carabane et en 2018 une délégation de Carabane est venue fêter les 20 ans du jumelage,
L'objectif du comité de jumelage Bon-Encontre/Carabane est d'accompagner la population carabanaise dans son développement, notamment au niveau de l'éducation de ses enfants. Son action principale est la prise en charge financière des repas de cantine pour les enfants scolarisés en maternelle et primaire (173 écoliers pour l'année scolaire 2022-2023), grâce à des dons (défiscalisables) de ses adhérents et à la tenue de manifestations.
Le comité de jumelage intervient également dans le financement et l'aménagement de constructions : école primaire en 2006, matériel informatique en 2017, installation de panneaux solaires pour l'école primaire, cuisine de la cantine en 2019, école maternelle en 2023.
Il s'investit également dans le jardin des femmes par l'achat de semences et la rénovation de la clôture du jardin.

### Cartographie ancienne
- Entrée de la Casamance et mouillage de Carabane, carte marine dressée par l'amiral Vallon en 1862, corrigée en 1869 et éditée en 1871
- (en) Africa. West Coast. Senegal. Entrance to the River Kasamanze (Karabane Anchorage), carte dressée en 1909 et éditée en 1921

### Filmographie
- Casamance : l'autre Sénégal, film documentaire de Virginie Berda, 2006
- Un nouveau bateau pour la Casamance, reportage d'Anne Gouraud et Olivier Bonnet produit par France 3 pour l'émission de télévision Thalassa, 2006